# Ryssland i olympiska sommarspelen 2012
Ryssland deltog vid de olympiska sommarspelen 2012 i London, Storbritannien, som arrangerades mellan den 27 juli och den 12 augusti 2012.

## Medaljörer (urval)
| Medalj | Namn                                                                                           | Sport     | Gren                        |
| ------ | ---------------------------------------------------------------------------------------------- | --------- | --------------------------- |
| Guld   | Arsen Galstjan                                                                                 | Judo      | Herrarnas 60 kg             |
| Guld   | Mansur Isajev                                                                                  | Judo      | Herrarnas 73 kg             |
| Guld   | Tagir Chajbulajev                                                                              | Judo      | Herrarnas 100 kg            |
| Silver | Aleksandr Michailine                                                                           | Judo      | Herrarnas +100 kg           |
| Silver | Denis Abljazin                                                                                 | Gymnastik | Herrarnas hopp              |
| Brons  | Valeria Sorokina Nina Vislova                                                                  | Badminton | Damdubbel                   |
| Brons  | Olga Zabelinskaja                                                                              | Cykling   | Damernas linjelopp landsväg |
| Brons  | Olga Zabelinskaja                                                                              | Cykling   | Damernas tempolopp landsväg |
| Brons  | Nikolaj Kovaljov                                                                               | Fäktning  | Herrarnas sabel             |
| Brons  | Ivan Nifontov                                                                                  | Judo      | Herrarnas 81 kg             |
| Brons  | Sergej Fesikov Andrej Gretjin Danila Izotov Jevgenij Lagunov Nikita Lobintsev Vladimir Morozov | Simning   | Herrarnas 4x100 m frisim    |

## Badminton
| Spelare                               | Gren        | Gruppnivå                                     | Gruppnivå                                 | Gruppnivå                                     | Gruppnivå | Eliminering       | Kvartsfinal                            | Semifinal                         | Final / brons                    | Final / brons    |
| Spelare                               | Gren        | Motståndare Poäng                             | Motståndare Poäng                         | Motståndare Poäng                             | Placering | Motståndare Poäng | Motståndare Poäng                      | Motståndare Poäng                 | Motståndare Poäng                | Placering        |
| ------------------------------------- | ----------- | --------------------------------------------- | ----------------------------------------- | --------------------------------------------- | --------- | ----------------- | -------------------------------------- | --------------------------------- | -------------------------------- | ---------------- |
| Vladimir Ivanov                       | Herrsingel  | Son W-h (KOR) L (15–21, 19–21)                | Hsu J-h (TPE) W (21–15, 21–13)            | i.u.                                          | 2         | Gick inte vidare  | Gick inte vidare                       | Gick inte vidare                  | Gick inte vidare                 | Gick inte vidare |
| Vladimir Ivanov Ivan Sozonov          | Herrdubbel  | Boe / Mogensen (DEN) L (21–16, 19–21, 14–21)  | Chai B / Guo Zd (CHN) L (21–23, 15–21)    | James / Viljoen W (RSA) W (21–13, 21–15)      | 3         | i.u.              | Gick inte vidare                       | Gick inte vidare                  | Gick inte vidare                 | Gick inte vidare |
| Anastasia Prokopenko                  | Damsingel   | Augustyn (POL) W (21–16, 21–17)               | Baun (DEN) L (21–19, 15–21, 16–21)        | i.u.                                          | 2         | Gick inte vidare  | Gick inte vidare                       | Gick inte vidare                  | Gick inte vidare                 | Gick inte vidare |
| Valeria Sorokina Nina Vislova         | Damdubbel   | Wang Xl / Yu Y (CHN) L (6–21, 9–21)           | Jung K-e / Kim H-n (KOR) L (21–23, 18–21) | Bruce / Li (CAN) W (21–8, 21–10)              | 3 (1*)    | i.u.              | Edwards / Viljoen (RSA) W (21–9, 21–7) | Tian / Zhao (CHN) L (19–21, 6–21) | Bruce / Li (CAN) W (21–9, 21–10) | 3                |
| Aleksandr Nikolaenko Valeria Sorokina | Mixeddubbel | Adcock / Bankier (GBR) W (14–21, 21–9, 21–18) | Zhang N / Zhao Yl (CHN) L (9–21, 18–21)   | Fuchs / Michels (GER) L (18–21, 21–12, 19–21) | 3         | i.u.              | Gick inte vidare                       | Gick inte vidare                  | Gick inte vidare                 | Gick inte vidare |

## Basketboll
Rysslands damlandslag i basketboll kvalificerade sig till OS genom att vinna EM i basket för damer 2011.
- Damer

| \| \| Pos. \| Namn \| Ålder \| \| Klubb \| \| \| ---- \| ------------------------- \| ------------------ \| \| ------------------------ \| \| \| \| Olga Artesjina (RUS) \| .. år (19XX-XX-XX) \| \| UMMC Ekaterinburg \| \| \| \| Evgenija Beljakova (RUS) \| .. år (19XX-XX-XX) \| \| BC Chevakata \| \| \| \| Natalja Vodopjanova (RUS) \| .. år (19XX-XX-XX) \| \| Dynamo Kursk \| \| \| \| Marina Kuzina (RUS) \| .. år (19XX-XX-XX) \| \| Dynamo Moscow \| \| \| \| Elena Danilotjkina (RUS) \| .. år (19XX-XX-XX) \| \| BC Chevakata \| \| \| \| Becky Hammon (RUS) \| .. år (19XX-XX-XX) \| \| Spartak Moscow Region \| \| \| \| Ilona Korstin (RUS) \| .. år (19XX-XX-XX) \| \| Spartak Moscow Region \| \| \| \| Natalja Vieru (RUS) \| .. år (19XX-XX-XX) \| \| Spartak Moscow Region \| \| \| \| Irina Osipova (RUS) \| .. år (19XX-XX-XX) \| \| Spartak Moscow Region \| \| \| \| Anna Petrakova (RUS) \| .. år (19XX-XX-XX) \| \| Dynamo Kursk \| \| \| \| Natalja Zjedik (RUS) \| .. år (19XX-XX-XX) \| \| Spartak Saint Petersburg \| \| \| \| Nadezjda Grisjaeva (RUS) \| .. år (19XX-XX-XX) \| \| \| | Förbundskapten(-er): (?)                     |                           |                    |          |                          |
| \| \| Pos. \| Namn \| Ålder \| \| Klubb \| \| \| ---- \| ------------------------- \| ------------------ \| \| ------------------------ \| \| \| \| Olga Artesjina (RUS) \| .. år (19XX-XX-XX) \| \| UMMC Ekaterinburg \| \| \| \| Evgenija Beljakova (RUS) \| .. år (19XX-XX-XX) \| \| BC Chevakata \| \| \| \| Natalja Vodopjanova (RUS) \| .. år (19XX-XX-XX) \| \| Dynamo Kursk \| \| \| \| Marina Kuzina (RUS) \| .. år (19XX-XX-XX) \| \| Dynamo Moscow \| \| \| \| Elena Danilotjkina (RUS) \| .. år (19XX-XX-XX) \| \| BC Chevakata \| \| \| \| Becky Hammon (RUS) \| .. år (19XX-XX-XX) \| \| Spartak Moscow Region \| \| \| \| Ilona Korstin (RUS) \| .. år (19XX-XX-XX) \| \| Spartak Moscow Region \| \| \| \| Natalja Vieru (RUS) \| .. år (19XX-XX-XX) \| \| Spartak Moscow Region \| \| \| \| Irina Osipova (RUS) \| .. år (19XX-XX-XX) \| \| Spartak Moscow Region \| \| \| \| Anna Petrakova (RUS) \| .. år (19XX-XX-XX) \| \| Dynamo Kursk \| \| \| \| Natalja Zjedik (RUS) \| .. år (19XX-XX-XX) \| \| Spartak Saint Petersburg \| \| \| \| Nadezjda Grisjaeva (RUS) \| .. år (19XX-XX-XX) \| \| \| | Positioner: G - Guard C - Center F - Forward |                           |                    |          |                          |
| \| \| Pos. \| Namn \| Ålder \| \| Klubb \| \| \| ---- \| ------------------------- \| ------------------ \| \| ------------------------ \| \| \| \| Olga Artesjina (RUS) \| .. år (19XX-XX-XX) \| \| UMMC Ekaterinburg \| \| \| \| Evgenija Beljakova (RUS) \| .. år (19XX-XX-XX) \| \| BC Chevakata \| \| \| \| Natalja Vodopjanova (RUS) \| .. år (19XX-XX-XX) \| \| Dynamo Kursk \| \| \| \| Marina Kuzina (RUS) \| .. år (19XX-XX-XX) \| \| Dynamo Moscow \| \| \| \| Elena Danilotjkina (RUS) \| .. år (19XX-XX-XX) \| \| BC Chevakata \| \| \| \| Becky Hammon (RUS) \| .. år (19XX-XX-XX) \| \| Spartak Moscow Region \| \| \| \| Ilona Korstin (RUS) \| .. år (19XX-XX-XX) \| \| Spartak Moscow Region \| \| \| \| Natalja Vieru (RUS) \| .. år (19XX-XX-XX) \| \| Spartak Moscow Region \| \| \| \| Irina Osipova (RUS) \| .. år (19XX-XX-XX) \| \| Spartak Moscow Region \| \| \| \| Anna Petrakova (RUS) \| .. år (19XX-XX-XX) \| \| Dynamo Kursk \| \| \| \| Natalja Zjedik (RUS) \| .. år (19XX-XX-XX) \| \| Spartak Saint Petersburg \| \| \| \| Nadezjda Grisjaeva (RUS) \| .. år (19XX-XX-XX) \| \| \| | Spelarnas åldrar och klubb per 27 juli 2012. |                           |                    |          |                          |
| | Pos.                                         | Namn                      | Ålder              |          | Klubb                    |
| |                                              | Olga Artesjina (RUS)      | .. år (19XX-XX-XX) | Ryssland | UMMC Ekaterinburg        |
| |                                              | Evgenija Beljakova (RUS)  | .. år (19XX-XX-XX) | Ryssland | BC Chevakata             |
| |                                              | Natalja Vodopjanova (RUS) | .. år (19XX-XX-XX) | Ryssland | Dynamo Kursk             |
| |                                              | Marina Kuzina (RUS)       | .. år (19XX-XX-XX) | Ryssland | Dynamo Moscow            |
| |                                              | Elena Danilotjkina (RUS)  | .. år (19XX-XX-XX) | Ryssland | BC Chevakata             |
| |                                              | Becky Hammon (RUS)        | .. år (19XX-XX-XX) | Ryssland | Spartak Moscow Region    |
| |                                              | Ilona Korstin (RUS)       | .. år (19XX-XX-XX) | Ryssland | Spartak Moscow Region    |
| |                                              | Natalja Vieru (RUS)       | .. år (19XX-XX-XX) | Ryssland | Spartak Moscow Region    |
| |                                              | Irina Osipova (RUS)       | .. år (19XX-XX-XX) | Ryssland | Spartak Moscow Region    |
| |                                              | Anna Petrakova (RUS)      | .. år (19XX-XX-XX) | Ryssland | Dynamo Kursk             |
| |                                              | Natalja Zjedik (RUS)      | .. år (19XX-XX-XX) | Ryssland | Spartak Saint Petersburg |
| |                                              | Nadezjda Grisjaeva (RUS)  | .. år (19XX-XX-XX) |          |                          |

| Lag            | S | V | O | F | GM  | IM  | MS  | P  |
| -------------- | - | - | - | - | --- | --- | --- | -- |
| Frankrike      | 5 | 5 | 0 | 0 | 356 | 319 | +37 | 10 |
| Australien     | 5 | 4 | 0 | 1 | 353 | 322 | +31 | 9  |
| Ryssland       | 5 | 3 | 0 | 2 | 314 | 308 | +6  | 8  |
| Kanada         | 5 | 2 | 0 | 3 | 328 | 332 | −4  | 7  |
| Brasilien      | 5 | 1 | 0 | 4 | 329 | 354 | −25 | 6  |
| Storbritannien | 5 | 0 | 0 | 5 | 327 | 372 | −45 | 5  |

|  | 28 juli 2012 | Kanada | 53–58 | Ryssland | Basketball Arena, London |  |
|  |              |        |       |          |                          |  |
|  |              |        |       |          |                          |  |
|  |              |        |       |          |                          |  |

|  | 30 juli 2012 | Ryssland | 69–59 | Brasilien | Basketball Arena, London |  |
|  |              |          |       |           |                          |  |
|  |              |          |       |           |                          |  |
|  |              |          |       |           |                          |  |

|  | 1 augusti 2012 | Storbritannien | 61–67 | Ryssland | Basketball Arena, London |  |
|  |                |                |       |          |                          |  |
|  |                |                |       |          |                          |  |
|  |                |                |       |          |                          |  |

|  | 3 augusti 2012 | Ryssland | 66–70 | Australien | Basketball Arena, London |  |
|  |                |          |       |            |                          |  |
|  |                |          |       |            |                          |  |
|  |                |          |       |            |                          |  |

|  | 5 augusti 2012 | Frankrike | 65–54 | Ryssland | Basketball Arena, London |  |
|  |                |           |       |          |                          |  |
|  |                |           |       |          |                          |  |
|  |                |           |       |          |                          |  |

- Slutspel

|  | Kvartsfinal | Kvartsfinal | Kvartsfinal |    |    | Semifinal | Semifinal | Semifinal  |            |            | Final      | Final    | Final |
|  |             |             |             |    |    |           |           |            |            |            |            |          |       |
|  | A1          | USA         | 91          |    |    |           |           |            |            |            |            |          |       |
|  |             |             | 91          |    |    |           |           |            |            |            |            |          |       |
|  | B4          | Kanada      | 48          |    |    |           |           |            |            |            |            |          |       |
|  | B4          | Kanada      | 48          |    |    | USA       | 86        |            |            |            |            |          |       |
|  |             |             |             |    |    | USA       | 86        |            |            |            |            |          |       |
|  |             |             | Australien  | 73 |    |           |           |            |            |            |            |          |       |
|  | B2          | Australien  | Australien  | 73 | 75 |           |           |            |            |            |            |          |       |
|  | B2          | Australien  |             |    | 75 |           |           |            |            |            |            |          |       |
|  | A3          | Kina        | 60          |    |    |           |           |            |            |            |            |          |       |
|  |             |             |             |    |    |           |           |            |            |            | USA        | 86       |       |
|  |             |             |             |    |    |           |           |            |            |            | Frankrike  | 50       |       |
|  | B1          | Frankrike   | 71          |    |    |           |           |            |            |            |            |          |       |
|  | B1          | Frankrike   | 71          |    |    |           |           |            |            |            |            |          |       |
|  | A4          | Tjeckien    | 68          |    |    |           |           |            |            |            |            |          |       |
|  | A4          | Tjeckien    | 68          |    |    | Frankrike | 81        |            | Bronsmatch | Bronsmatch | Bronsmatch |          |       |
|  |             |             |             |    |    | Frankrike | 81        |            | Bronsmatch | Bronsmatch | Bronsmatch |          |       |
|  |             |             | Ryssland    | 64 |    |           |           |            |            |            |            |          |       |
|  | A2          | Turkiet     | Ryssland    | 64 | 63 |           |           | Australien | 83         |            |            |          |       |
|  | A2          | Turkiet     |             |    | 63 |           |           | Australien | 83         |            |            |          |       |
|  | B3          | Ryssland    | 66          |    |    |           |           |            |            |            |            | Ryssland | 74    |
|  |             |             |             |    |    |           |           |            |            |            |            |          |       |

- Herrar

| Pos. | Nr | Namn             | Ålder                 | Längd  | Klubb                  |
| ---- | -- | ---------------- | --------------------- | ------ | ---------------------- |
| G    | 4  | Aleksej Sjved    | 23 - 16 december 1988 | 1.98 m | Minnesota Timberwolves |
| C    | 5  | Timofej Mozgov   | 26 - 16 juli 1986     | 2.15 m | Denver Nuggets         |
| G    | 6  | Sergej Karasiov  | 18 - 26 oktober 1993  | 2.00 m | BC Triumph Lyubertsy   |
| G    | 7  | Vitalij Fridzon  | 26 - 14 oktober 1985  | 1.96 m | BC Khimki              |
| C    | 8  | Alexander Kaun   | 27 - 8 maj 1985       | 2.11 m | PBC CSKA Moscow        |
| G    | 9  | Jevgenij Voronov | 26 - 7 maj 1986       | 1.96 m | PBC CSKA Moscow        |
| F    | 10 | Viktor Chryapa   | 29 - 3 augusti 1982   | 2.06 m | PBC CSKA Moscow        |
| F    | 11 | Semjon Antonov   | 23 - 18 juli 1989     | 2.02 m | BC Nizhny Novgorod     |
| F    | 12 | Sergej Monya     | 29 - 15 april 1983    | 2.03 m | BC Khimki              |
| G    | 13 | Dmitri Chvostov  | 22 - 21 augusti 1989  | 1.90 m | BC Khimki              |
| G    | 14 | Anton Ponkrasjov | 26 - 23 april 1986    | 2.02 m | PBC CSKA Moscow        |
| F    | 15 | Andrej Kirilenko | 31 - 18 februari 1981 | 2.07 m | Minnesota Timberwolves |

| Lag            | S | V | O | F | GM  | IM  | MS   | P  |
| -------------- | - | - | - | - | --- | --- | ---- | -- |
| Ryssland       | 5 | 5 | 0 | 0 | 403 | 359 | +44  | 10 |
| Brasilien      | 5 | 4 | 0 | 1 | 402 | 349 | +53  | 9  |
| Spanien        | 5 | 3 | 0 | 2 | 414 | 394 | +20  | 8  |
| Australien     | 5 | 2 | 0 | 3 | 410 | 373 | +37  | 7  |
| Storbritannien | 5 | 1 | 0 | 4 | 370 | 405 | −35  | 6  |
| Kina           | 5 | 0 | 0 | 5 | 313 | 439 | −126 | 5  |

|  | 29 juli 2012 | Ryssland | 95 – 75 | Storbritannien | Basketball Arena, London |  |
|  |              |          |         |                |                          |  |
|  |              |          |         |                |                          |  |
|  |              |          |         |                |                          |  |

|  | 31 juli 2012 | Kina | 54 – 73 | Ryssland | Basketball Arena, London |  |
|  |              |      |         |          |                          |  |
|  |              |      |         |          |                          |  |
|  |              |      |         |          |                          |  |

|  | 2 augusti 2012 | Brasilien | 74 – 75 | Ryssland | Basketball Arena, London |  |
|  |                |           |         |          |                          |  |
|  |                |           |         |          |                          |  |
|  |                |           |         |          |                          |  |

|  | 4 augusti 2012 | Ryssland | 77 – 74 | Spanien | Basketball Arena, London |  |
|  |                |          |         |         |                          |  |
|  |                |          |         |         |                          |  |
|  |                |          |         |         |                          |  |

|  | 6 augusti 2012 | Australien | 82 – 80 | Ryssland | Basketball Arena, London |  |
|  |                |            |         |          |                          |  |
|  |                |            |         |          |                          |  |
|  |                |            |         |          |                          |  |

- Slutspel

|  | Kvartsfinal | Kvartsfinal | Kvartsfinal |    |           | Semifinal | Semifinal | Semifinal |            |            | Final      | Final     | Final |
|  |             |             |             |    |           |           |           |           |            |            |            |           |       |
|  | B1          | Ryssland    | 83          |    |           |           |           |           |            |            |            |           |       |
|  |             |             | 83          |    |           |           |           |           |            |            |            |           |       |
|  | A4          | Litauen     | 74          |    |           |           |           |           |            |            |            |           |       |
|  | A4          | Litauen     | 74          |    | B1        | Ryssland  | 59        |           |            |            |            |           |       |
|  |             |             |             |    | B1        | Ryssland  | 59        |           |            |            |            |           |       |
|  |             | B3          | Spanien     | 67 |           |           |           |           |            |            |            |           |       |
|  | A2          | B3          | Spanien     | 67 | Frankrike | 59        |           |           |            |            |            |           |       |
|  | A2          |             |             |    | Frankrike | 59        |           |           |            |            |            |           |       |
|  | B3          | Spanien     | 66          |    |           |           |           |           |            |            |            |           |       |
|  |             |             |             |    |           |           |           |           |            | B3         | Spanien    | 100       |       |
|  |             |             |             |    |           |           |           |           |            | A1         | USA        | 107       |       |
|  | A1          | USA         | 119         |    |           |           |           |           |            |            |            |           |       |
|  | A1          | USA         | 119         |    |           |           |           |           |            |            |            |           |       |
|  | B4          | Australien  | 86          |    |           |           |           |           |            |            |            |           |       |
|  | B4          | Australien  | 86          |    | A1        | USA       | 109       |           | Bronsmatch | Bronsmatch | Bronsmatch |           |       |
|  |             |             |             |    | A1        | USA       | 109       |           | Bronsmatch | Bronsmatch | Bronsmatch |           |       |
|  |             | A3          | Argentina   | 83 |           |           |           |           |            |            |            |           |       |
|  | B2          | A3          | Argentina   | 83 | Brasilien | 77        |           | B1        | Ryssland   | 81         |            |           |       |
|  | B2          |             |             |    | Brasilien | 77        |           | B1        | Ryssland   | 81         |            |           |       |
|  | A3          | Argentina   | 82          |    |           |           |           |           |            |            | A3         | Argentina | 77    |
|  |             |             |             |    |           |           |           |           |            |            |            |           |       |

- Kvartsfinal

|  | 8 augusti 2012 | Ryssland | 83 – 74   | Litauen | North Greenwich Arena, London |  |
|  |                |          | (Rapport) |         |                               |  |
|  |                |          |           |         |                               |  |
|  |                |          |           |         |                               |  |

- Semifinal

|       | 10 augusti 2012 | Ryssland | –         | Spanien | North Greenwich Arena, London |  |
| 17:00 | 17:00           |          | (Rapport) |         |                               |  |
| 17:00 | 17:00           |          |           |         |                               |  |
| 17:00 | 17:00           |          |           |         |                               |  |

## Bordtennis
Två ryska bordtennisspelare kvalificerade sig till singelturneringen vid OS, grundat på deras platser på världsrankningen per den 16 maj 2011.
| Spelare                                          | Gren       | Inledande omgång     | Runda 1              | Runda 2              | Runda 3              | Runda 4              | Kvartsfinal          | Semifinal            | Final                | Final            |
| Spelare                                          | Gren       | Motståndare Resultat | Motståndare Resultat | Motståndare Resultat | Motståndare Resultat | Motståndare Resultat | Motståndare Resultat | Motståndare Resultat | Motståndare Resultat | Placering        |
| ------------------------------------------------ | ---------- | -------------------- | -------------------- | -------------------- | -------------------- | -------------------- | -------------------- | -------------------- | -------------------- | ---------------- |
| Alexander Sjibaev                                | Herrsingel | BYE                  | BYE                  | BYE                  | Gaćina (CRO) L 3–4   | Gick inte vidare     | Gick inte vidare     | Gick inte vidare     | Gick inte vidare     | Gick inte vidare |
| Alexej Smirnov                                   | Herrsingel | BYE                  | BYE                  | Burģis (LAT) W 4–0   | Jiang Ty (HKG) L 1–4 | Gick inte vidare     | Gick inte vidare     | Gick inte vidare     | Gick inte vidare     | Gick inte vidare |
| Alexander Sjibaev Kirill Skatjkov Alexej Smirnov | Lag        | i.u.                 | i.u.                 | i.u.                 | i.u.                 | Kina L 1–3           | Gick inte vidare     | Gick inte vidare     | Gick inte vidare     | Gick inte vidare |
| Jana Noskova                                     | Damsingel  | BYE                  | Meshref (EGY) L 3–4  | Gick inte vidare     | Gick inte vidare     | Gick inte vidare     | Gick inte vidare     | Gick inte vidare     | Gick inte vidare     | Gick inte vidare |
| Anna Tichomirova                                 | Damsingel  | BYE                  | BYE                  | Tan (ITA) W 4–3      | Fukuhara (JPN) L 0–4 | Gick inte vidare     | Gick inte vidare     | Gick inte vidare     | Gick inte vidare     | Gick inte vidare |

## Boxning
Ryssland kvalificerade boxare i följande klasser:
Herrar
| Boxare            | Gren          | Sextondelsfinal      | Åttondelsfinal         | Kvartsfinal             | Semifinal                 | Final                       | Final            |
| Boxare            | Gren          | Motståndare Resultat | Motståndare Resultat   | Motståndare Resultat    | Motståndare Resultat      | Motståndare Resultat        | Placering        |
| ----------------- | ------------- | -------------------- | ---------------------- | ----------------------- | ------------------------- | --------------------------- | ---------------- |
| David Ajrapetjan  | Lätt flugvikt | BYE                  | Ortíz (PUR) W 15–13    | Pehlivan (TUR) W 19–11  | Pongprayoon (THA) L 12–13 | Gick inte vidare            | 3                |
| Misja Alojan      | Flugvikt      | BYE                  | Brahimi (ALG) W 14–9   | Cintrón (PUR) W 23–13   | Tögstsogt (MGL) L 11–15   | Gick inte vidare            | 3                |
| Sergej Vodopjanov | Bantamvikt    | Melián (ARG) W 12–5  | Vieira (BRA) L 11–13   | Gick inte vidare        | Gick inte vidare          | Gick inte vidare            | Gick inte vidare |
| Andrej Zamkovoj   | Weltervikt    | Qiong (CHN) W 16–11  | Nolan (IRL) W 18–9     | Spence (USA) W 16–11    | Sapiyev (KAZ) L 12–18     | Gick inte vidare            | 3                |
| Egor Mekhontsev   | Lätt tungvikt | BYE                  | Hooper (AUS) W 19–11   | Rasulov (UZB) W 19–15   | Y Falcão (BRA) W 23–11    | Niyazymbetov (KAZ) W 15+–15 | 1                |
| Artur Beterbijev  | Tungvikt      | i.u.                 | Hunter (USA) W 10–10   | Usyk (UKR) L 13–17      | Gick inte vidare          | Gick inte vidare            | Gick inte vidare |
| Magomed Omarov    | Supertungvikt | i.u.                 | Breazeale (USA) W 19–8 | Medzhidov (AZE) L 14–17 | Gick inte vidare          | Gick inte vidare            | Gick inte vidare |

Damer
| Boxare             | Gren       | Åttondelsfinal       | Kvartsfinal            | Semifinal            | Final                 | Final            |
| Boxare             | Gren       | Motståndare Resultat | Motståndare Resultat   | Motståndare Resultat | Motståndare Resultat  | Placering        |
| ------------------ | ---------- | -------------------- | ---------------------- | -------------------- | --------------------- | ---------------- |
| Elena Saveljeva    | Flugvikt   | Song (PRK) W 12–9    | Ren Cc (CHN) L 7–12    | Gick inte vidare     | Gick inte vidare      | Gick inte vidare |
| Sofia Otjigava     | Lättvikt   | BYE                  | Pritchard (NZL) W 22–4 | Araujo (BRA) W 17–11 | Taylor (IRL) L 8–10   | 2                |
| Nadezjda Torlopova | Mellanvikt | BYE                  | Ogoke (NGR) W 18–8     | Li Jz (CHN) W 12–10  | Shields (USA) L 12–19 | 2                |

## Brottning
Ryssland hade 12 kvotplatser
Herrar, fristil
| Brottare            | Gren    | Kvalomgång            | Åttondelsfinal        | Kvartsfinal                | Semifinal                  | Återkval 1           | Återkval 2           | Final / Brons               | Final / Brons |
| Brottare            | Gren    | Motståndare Resultat  | Motståndare Resultat  | Motståndare Resultat       | Motståndare Resultat       | Motståndare Resultat | Motståndare Resultat | Motståndare Resultat        | Placering     |
| ------------------- | ------- | --------------------- | --------------------- | -------------------------- | -------------------------- | -------------------- | -------------------- | --------------------------- | ------------- |
| Djamal Otarsultanov | -55 kg  | BYE                   | Shilimela (NAM) W 3–0 | Yang K-I (PRK) W 3–1       | Niyazbekov (KAZ) W 3–1     | BYE                  | BYE                  | Khinchegashvili (GEO) W 3–1 | 1             |
| Besik Kuduchov      | -60 kg  | Gómez (PUR) W 3–1     | Dutt (IND) W 3–0      | Esmaeilpour (IRI) W 3–1    | Ri J-M (PRK) W 3–0         | BYE                  | BYE                  | Asgarov (AZE) L 1–3         | 2             |
| Alan Gogajev        | -66 kg  | Yusupov (TJK) L 0–3   | Gick inte vidare      | Gick inte vidare           | Gick inte vidare           | Gick inte vidare     | Gick inte vidare     | Gick inte vidare            | 16            |
| Denis Tsargusj      | -74 kg  | BYE                   | Aliyev (AZE) W 3–1    | Khutsishvili (GEO) W 3–0   | Burroughs (USA) L 1–3      | BYE                  | BYE                  | Gentry (CAN) W 3–0          | 3             |
| Anzor Urisjev       | -84 kg  | BYE                   | Aldatov (UKR) W 3–1   | Lashgari (IRI) L 1–3       | Gick inte vidare           | Gick inte vidare     | Gick inte vidare     | Gick inte vidare            | 8             |
| Abdusalam Gadisov   | -96 kg  | Tigiyev (KAZ) W 3–1   | Yazdani (IRI) L 1–3   | Gick inte vidare           | Gick inte vidare           | Gick inte vidare     | Gick inte vidare     | Gick inte vidare            | 9             |
| Biljal Machov       | -120 kg | Magomedov (AZE) W 3–0 | Akgül (TUR) W 3–0     | Jargalsaikhany (MGL) W 3–1 | Modzmanashvili (GEO) L 1–3 | BYE                  | BYE                  | Daulet (KAZ) W 3–1          | 3             |

Herrar, grekisk-romersk stil
| Brottare           | Gren    | Kvalomgång             | Åttondelsfinal        | Kvartsfinal           | Semifinal                | Återkval 1           | Återkval 2              | Final / brons           | Final / brons |
| Brottare           | Gren    | Motståndare Resultat   | Motståndare Resultat  | Motståndare Resultat  | Motståndare Resultat     | Motståndare Resultat | Motståndare Resultat    | Motståndare Resultat    | Placering     |
| ------------------ | ------- | ---------------------- | --------------------- | --------------------- | ------------------------ | -------------------- | ----------------------- | ----------------------- | ------------- |
| Mingijan Semenov   | -55 kg  | Bayramov (AZE) L 0–3   | Gick inte vidare      | Gick inte vidare      | Gick inte vidare         | Mango (USA) W 3–0    | Li Sj (CHN) W 3–0       | Choi G-J (KOR) W 3–1    | 3             |
| Zaur Kuramagomedov | -60 kg  | BYE                    | Benaissa (ALG) W 3–0  | Lashkhi (GEO) L 0–3   | Gick inte vidare         | BYE                  | Abdelmoneim (EGY) W 3–1 | Aliyev (AZE) W 3–0      | 3             |
| Roman Vlasov       | -74 kg  | BYE                    | Madsen (DEN) W 3–1    | Guenot (FRA) W 3–1    | Kazakevič (LTU) W 3–0    | BYE                  | BYE                     | Julfalakyan (ARM) W 3–0 | 1             |
| Alan Chugaev       | -84 kg  | BYE                    | Selimau (BLR) W 3–0   | Gadzhiyev (KAZ) W 3–0 | Gegeshidze (GEO) W 3–1   | BYE                  | BYE                     | Gaber (EGY) W 3–0       | 1             |
| Rustam Totrov      | -96 kg  | BYE                    | Gadabadze (AZE) W 3–1 | Lidberg (SWE) W 3–0   | Dzeinichenka (BLR) W 3–0 | BYE                  | BYE                     | Rezaei (IRI) L 0–3      | 2             |
| Chasan Barojev     | -120 kg | Patrikeyev (ARM) L 1–3 | Gick inte vidare      | Gick inte vidare      | Gick inte vidare         | Gick inte vidare     | Gick inte vidare        | Gick inte vidare        | 14            |

Damer, fristil
| Brottare           | Gren   | Kvalomgång           | Åttondelsfinal          | Kvartsfinal           | Semifinal            | Återkval 1           | Återkval 2           | Final / brons         | Final / brons |
| Brottare           | Gren   | Motståndare Resultat | Motståndare Resultat    | Motståndare Resultat  | Motståndare Resultat | Motståndare Resultat | Motståndare Resultat | Motståndare Resultat  | Placering     |
| ------------------ | ------ | -------------------- | ----------------------- | --------------------- | -------------------- | -------------------- | -------------------- | --------------------- | ------------- |
| Valerija Zjolobova | -55 kg | Andrades (VEN) W 3–0 | Silva (BRA) W 3–1       | Mattsson (SWE) W 3–1  | Yoshida (JPN) L 0–3  | BYE                  | BYE                  | Ratkevitj (AZE) L 1–3 | 5             |
| Ljubov Volosova    | -63 kg | Dunn (GUM) W 5–0     | Dugrenier (CUB) W 3–1   | Ostaptiuk (UKR) W 3–1 | Jing Rx (CHN) L 1–3  | BYE                  | BYE                  | Michalik (POL) W 3–1  | 3             |
| Natalja Vorobjova  | -72 kg | BYE                  | Burmistrova (UKR) W 3–0 | Manjurova (KAZ) W 5–0 | Wang J (CHN) W 5–0   | BYE                  | BYE                  | Zlateva (BUL) W 5–0   | 1             |

## Bågskytte
De ryska damerna kvalificerade ett lag med 3 deltagare vid Bågskytte-VM 2011. 
- Damer, individuellt - 3 kvotplatser
- Damer, lag - 1 lag med 3 bågskyttar

Damer
| Bågskytt                                        | Gren                  | Ranking-runda | Ranking-runda | 32-delsfinal             | Sextondelsfinal           | Åttondelsfinal              | Kvartsfinal                          | Semifinal         | Final             | Final            |
| Bågskytt                                        | Gren                  | Poäng         | Seedning      | Motståndare Poäng        | Motståndare Poäng         | Motståndare Poäng           | Motståndare Poäng                    | Motståndare Poäng | Motståndare Poäng | Placering        |
| ----------------------------------------------- | --------------------- | ------------- | ------------- | ------------------------ | ------------------------- | --------------------------- | ------------------------------------ | ----------------- | ----------------- | ---------------- |
| Inna Stepanova                                  | Damernas individuella | 653           | 17            | Cabral (PHI) (48) W 7–1  | Hayakawa (JPN) (16) L 3–7 | Gick inte vidare            | Gick inte vidare                     | Gick inte vidare  | Gick inte vidare  | Gick inte vidare |
| Ksenia Perova                                   | Damernas individuella | 659           | 9             | Kamel (EGY) (56) W 6–0   | Valeeva (ITA) (24) W 6–2  | Rochmawati (INA) (40) W 6–5 | Ki B-B (KOR) (1) L 4–6               | Gick inte vidare  | Gick inte vidare  | Gick inte vidare |
| Kristina Timofeeva                              | Damernas individuella | 650           | 23            | Folkard (GBR) (42) L 4–6 | Gick inte vidare          | Gick inte vidare            | Gick inte vidare                     | Gick inte vidare  | Gick inte vidare  | Gick inte vidare |
| Inna Stepanova Ksenia Perova Kristina Timofeeva | Damernas lagtävling   | 1962          | 6             | i.u.                     | i.u.                      | Storbritannien W 215–208    | Kinesiska Taipei W 216 (28)–216 (26) | Kina L 207–208    | Japan L 207–209   | 4                |

## Cykling

### Landsväg
- Linjelopp, herrar - 3 kvotplatser
- Tempo, herrar - 1 kvotplats
- Tempo, damer - 1 kvotplats

Herrar
| Cyklist           | Gren                | Tid      | Placering |
| ----------------- | ------------------- | -------- | --------- |
| Denis Mensjov     | Herrarnas linjelopp | 5:46:51  | 97        |
| Denis Mensjov     | Herrarnas tempolopp | 54:59.26 | 20        |
| Vladimir Isajtjev | Herrarnas linjelopp | 5:46:37  | 51        |
| Alexandr Kolobnev | Herrarnas linjelopp | 5:46:05  | 23        |

Damer
| Cyklist           | Gren               | Tid      | Placering |
| ----------------- | ------------------ | -------- | --------- |
| Tatjana Antosjina | Damernas linjelopp | 3:35:56  | 25        |
| Tatjana Antosjina | Damernas tempolopp | 40:12.49 | 12        |
| Larisa Pankova    | Damernas linjelopp | 3:37:22  | 38        |
| Olga Zabelinskaja | Damernas linjelopp | 3:35:31  | 3         |
| Olga Zabelinskaja | Damernas tempolopp | 37:57.35 | 3         |

### Bana
Sprint
| Cyklist                                        | Gren                | Kval                 | Kval      | Omgång 1                         | Återkval 1                       | Omgång 2                         | Återkval 2                       | Kvartsfinal                      | Semifinal                        | Final                                                                      | Final            |
| Cyklist                                        | Gren                | Tid Hastighet (km/h) | Placering | Motståndare Tid Hastighet (km/h) | Motståndare Tid Hastighet (km/h) | Motståndare Tid Hastighet (km/h) | Motståndare Tid Hastighet (km/h) | Motståndare Tid Hastighet (km/h) | Motståndare Tid Hastighet (km/h) | Motståndare Tid Hastighet (km/h)                                           | Placering        |
| ---------------------------------------------- | ------------------- | -------------------- | --------- | -------------------------------- | -------------------------------- | -------------------------------- | -------------------------------- | -------------------------------- | -------------------------------- | -------------------------------------------------------------------------- | ---------------- |
| Denis Dmitrijev                                | Herrarnas sprint    | 10.088 71.371        | 6         | Zielinski (POL) W 10.690 67.352  | BYE                              | Awang (MAS) W 10.278 70.052      | BYE                              | Phillip (TRI) L, L               | Gick inte vidare                 | 5:e plats-final Awang (MAS) Förstemann (GER) Watkins (USA) W 10.340 69.632 | 5                |
| Sergej Borisov Denis Dmitrijev Sergej Kotjerov | Herrarnas lagsprint | 43.681 61.811        | 4 Q       | i.u.                             | i.u.                             | i.u.                             | i.u.                             | Tyskland L 43.909 61.490         | Gick inte vidare                 | Gick inte vidare                                                           | Gick inte vidare |
| Jekaterina Gnidenko                            | Damernas sprint     | 11.649               | 18        | Pendleton (GBR) L                | Gaviria (COL) Hansen (NZL) L     | Gick inte vidare                 | Gick inte vidare                 | Gick inte vidare                 | Gick inte vidare                 | Gick inte vidare                                                           | Gick inte vidare |

Keirin
| Cyklist             | Gren             | 1:a omgången | Återkval  | 2:a omgången     | Final     |
| Cyklist             | Gren             | Placering    | Placering | Placering        | Placering |
| ------------------- | ---------------- | ------------ | --------- | ---------------- | --------- |
| Sergej Borisov      | Herrarnas keirin | 5 R          | 5         | Gick inte vidare | 15        |
| Jekaterina Gnidenko | Damernas keirin  | 2 Q          | BYE       | 4                | 8         |

Förföljelse
| Cyklist                                                      | Gren                     | Kval     | Kval      | Semifinal            | Semifinal | Final                | Final     |
| Cyklist                                                      | Gren                     | Tid      | Placering | Motståndare Resultat | Placering | Motståndare Resultat | Placering |
| ------------------------------------------------------------ | ------------------------ | -------- | --------- | -------------------- | --------- | -------------------- | --------- |
| Jevgenij Kovalev Ivan Kovaljov Alexej Markov Aleksandr Serov | Herrarnas lagförföljelse | 3:59.264 | 5 Q       | Tyskland 3:57.237    | 4         | Nya Zeeland 3:58.282 | 4         |

Omnium
| Cyklist             | Gren            | Flygande varv | Flygande varv | Poänglopp | Poänglopp | Elimineringslopp | Ind. förföljelse | Ind. förföljelse | Scratch   | Tidskval | Tidskval  | Totalpoäng | Placering |
| Cyklist             | Gren            | Tid           | Placering     | Poäng     | Placering | Placering        | Tid              | Placering        | Placering | Tid      | Placering | Totalpoäng | Placering |
| ------------------- | --------------- | ------------- | ------------- | --------- | --------- | ---------------- | ---------------- | ---------------- | --------- | -------- | --------- | ---------- | --------- |
| Jevgenija Romanjuta | Damernas omnium | 14.909        | 15            | 24        | 6         | 4                | 3:42.301         | 10               | 10        | 37.308   | 16        | 61         | 10        |

### Mountainbike

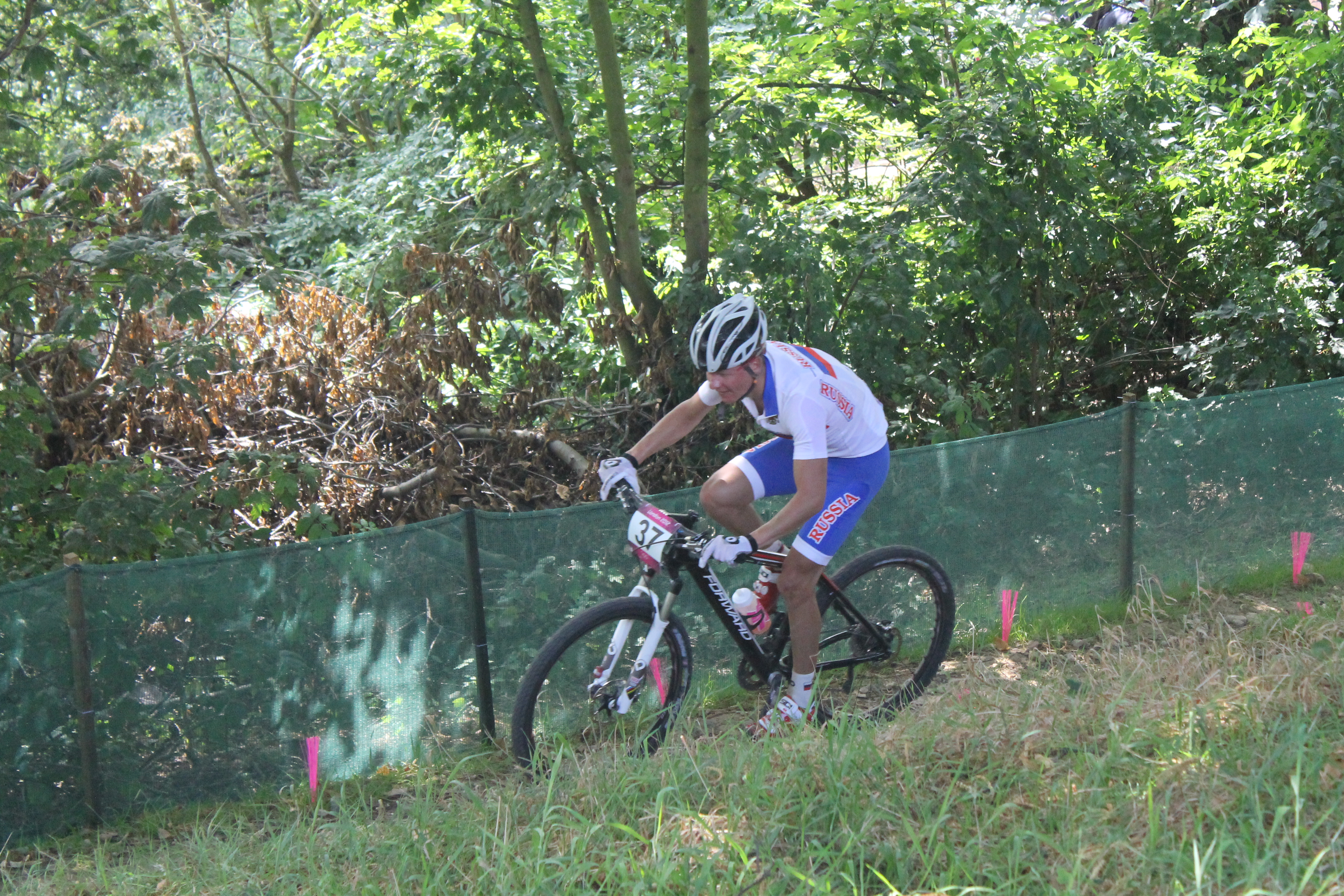
Jevgenij Petjenin i herrarnas terränglopp

| Cyklist           | Gren                  | Tid     | Placering |
| ----------------- | --------------------- | ------- | --------- |
| Jevgenij Petjenin | Herrarnas terränglopp | 1:41:40 | 37        |
| Irina Kalentieva  | Damernas terränglopp  | 1:32:33 | 4         |

## Friidrott
Tre idrottare (eller fler) uppnådde A-standarden
- Maraton, herrar
- 110 meter Häck, herrar
- Stavhopp, herrar
- Höjdhopp, herrar
- Kulstötning, herrar
- Slägga, herrar
- Spjutkastning, herrar
- 20 km Gång, herrar
- 50 km Gång, herrar
- 200 meter, damer
- 400 meter, damer
- 800 meter, damer
- 1500 meter, damer
- 5000 meter, damer
- Maraton, damer
- 3000 meter Hinder, damer
- 400 meter Häck, damer
- Höjdhopp, damer
- Stavhopp, damer
- Längdhopp, damer
- Tresteg, damer
- Kulstötning, damer
- Diskus, damer
- Sjukamp, damer
- 20 km Gång, damer

Två idrottare uppnådde A-standarden
- 800 meter, herrar
- 3000 meter Hinder, herrar
- Längdhopp, herrar
- 100 meter Häck, damer
- Slägga, damer

En idrottare uppnådde A-standarden
- 400 meter Häck, herrar
- Tiokamp, herrar
- 100 meter, damer
- Spjutkastning, damer

En idrottare (eller fler) uppnådde B-standarden
- 400 meter, herrar
- 1500 meter, herrar
- Tresteg, herrar
- 10000 meter, damer

Förkortningar
- Notera – Placeringar gäller endast den tävlandes eget heat
- Q = Kvalificerade sig till nästa omgång via placering
- q = Kvalificerade sig på tid eller, i fältgrenarna, på placering utan att ha nått kvalgränsen
- NR = Nationellt rekord
- N/A = Omgången inte möjlig i grenen
- Bye = Idrottaren behövde inte delta i omgången

Herrar
Bana och väg
| Idrottare                                                      | Gren           | Heat       | Heat      | Semifinal        | Semifinal        | Final            | Final            |
| Idrottare                                                      | Gren           | Resultat   | Placering | Resultat         | Placering        | Resultat         | Placering        |
| -------------------------------------------------------------- | -------------- | ---------- | --------- | ---------------- | ---------------- | ---------------- | ---------------- |
| Grigorij Andrejev                                              | Maraton        | i.u.       | i.u.      | i.u.             | i.u.             | 2:18:20          | 37               |
| Sergej Bakulin                                                 | 50 km gång     | i.u.       | i.u.      | i.u.             | i.u.             | 3:38:55 SB       | DSQ              |
| Valerij Bortjin                                                | 20 km gång     | i.u.       | i.u.      | i.u.             | i.u.             | DNF DSQ          | DNF DSQ          |
| Jurij Borzakovskij                                             | 800 m          | 1:46.29    | 5 q       | 1:45.09 SB       | 5                | Gick inte vidare | Gick inte vidare |
| Nikolaj Tjavkin                                                | 3 000 m hinder | 8:29.72    | 5         | i.u.             | i.u.             | Gick inte vidare | Gick inte vidare |
| Aleksej Dremin                                                 | 110 m häck     | 13.75 SB   | 7         | Gick inte vidare | Gick inte vidare | Gick inte vidare | Gick inte vidare |
| Maksim Dyldin                                                  | 400 m          | 45.52      | DSQ       | 45.39            | DSQ              | Gick inte vidare | Gick inte vidare |
| Igor Erochin                                                   | 50 km gång     | i.u.       | i.u.      | i.u.             | i.u.             | 3:37:54 PB       | DSQ              |
| Vladimir Kanajkin                                              | 20 km gång     | i.u.       | i.u.      | i.u.             | i.u.             | DSQ              | DSQ              |
| Sergej Kirdjapkin                                              | 50 km gång     | i.u.       | i.u.      | i.u.             | i.u.             | 3:35:59 OR       | DSQ              |
| Andrej Krivov                                                  | 20 km gång     | i.u.       | i.u.      | i.u.             | i.u.             | 1:24:17          | DSQ              |
| Egor Nikolaev                                                  | 1 500 m        | 3:38.92 SB | 11 q      | 3:37.28 PB       | 10               | Gick inte vidare | Gick inte vidare |
| Alexej Reunkov                                                 | Maraton        | i.u.       | i.u.      | i.u.             | i.u.             | 2:13:49          | 14               |
| Dmitrij Safronov                                               | Maraton        | i.u.       | i.u.      | i.u.             | i.u.             | 2:16:04          | 23               |
| Viatjeslav Sakaev                                              | 400 m häck     | 50.36      | 7         | Gick inte vidare | Gick inte vidare | Gick inte vidare | Gick inte vidare |
| Konstantin Sjabanov                                            | 110 m häck     | 13.63      | 3 Q       | 13.65            | 8                | Gick inte vidare | Gick inte vidare |
| Sergej Sjubenkov                                               | 110 m häck     | 13.26      | 1 Q       | 13.41            | 6                | Gick inte vidare | Gick inte vidare |
| Pavel Trenichin                                                | 400 m          | 45.00 PB   | 3 Q       | 45.35            | 7                | Gick inte vidare | Gick inte vidare |
| Ivan Tuchtatjev                                                | 800 m          | 1:49.77    | 6         | Gick inte vidare | Gick inte vidare | Gick inte vidare | Gick inte vidare |
| Denis Aleksejev Maksim Dyldin Vladimir Krasnov Pavel Trenichin | 4 x 400 m      | 3:02.01    | 3 Q       | i.u.             | i.u.             | 3:00.09          | DSQ              |

Fältgrenar
| Idrottare            | Gren           | Kval  | Kval      | Final            | Final            |
| Idrottare            | Gren           | Längd | Placering | Längd            | Placering        |
| -------------------- | -------------- | ----- | --------- | ---------------- | ---------------- |
| Ljukman Adams        | Tresteg        | 16.88 | 6 q       | 16.78            | DSQ              |
| Kirill Ikonnikov     | Släggkastning  | 76.85 | 6 q       | 77.86            | DSQ              |
| Ilja Korotkov        | Spjutkastning  | 75.68 | 33        | Gick inte vidare | Gick inte vidare |
| Sergej Kutjerjanu    | Stavhopp       | 5.50  | 16        | Gick inte vidare | Gick inte vidare |
| Evgenij Lukjanenko   | Stavhopp       | 5.60  | 4 q       | 5.75 SB          | 5                |
| Aleksandr Menkov     | Längdhopp      | 8.09  | 3 q       | 7.78             | 11               |
| Sergej Morgunov      | Längdhopp      | 7.87  | 16        | Gick inte vidare | Gick inte vidare |
| Aleksandr Petrov     | Längdhopp      | 7.89  | 15        | Gick inte vidare | Gick inte vidare |
| Bogdan Pisjtjalnikov | Diskuskastning | 63.15 | 15        | Gick inte vidare | Gick inte vidare |
| Aleksandr Sjustov    | Höjdhopp       | 2.26  | 16        | Gick inte vidare | Gick inte vidare |
| Maksim Sidorov       | Kulstötning    | 20.4  | 10 q      | 20.41            | 11               |
| Andrej Silnov        | Höjdhopp       | 2.26  | 8 q       | 2.25             | 12               |
| Dmitrij Starodubtsev | Stavhopp       | 5.6   | 7 q       | 5.75             | DSQ              |
| Soslan Tsjrikhov     | Kulstötning    | 20.17 | 13        | Gick inte vidare | Gick inte vidare |
| Ivan Uchov           | Höjdhopp       | 2.29  | 2 q       | 2.38             | DSQ              |
| Aleksej Zagornij     | Släggkastning  | 72.52 | 23        | Gick inte vidare | Gick inte vidare |

Kombinerade grenar – tiokamp
| Idrottare       | Gren     | 100 m    | LJ   | SP    | HJ      | 400 m    | 110H  | DT    | PV      | JT    | 1500 m  | Final | Placering |
| --------------- | -------- | -------- | ---- | ----- | ------- | -------- | ----- | ----- | ------- | ----- | ------- | ----- | --------- |
| Ilja Sjkurenev  | Resultat | 11.01    | 7.25 | 12.89 | 2.02    | 49.81 PB | 14.39 | 43.51 | 5.10    | 53.81 | 4:42.80 | 7948  | 16        |
| Ilja Sjkurenev  | Poäng    | 858      | 874  | 661   | 822     | 823      | 925   | 736   | 941     | 645   | 663     | 7948  | 16        |
| Sergej Sviridov | Resultat | 10.78 PB | 7.45 | 14.42 | 1.99 PB | 48.91    | 15.42 | 47.43 | 4.60 PB | 68.42 | 4:36.63 | 8219  | 8         |
| Sergej Sviridov | Poäng    | 910      | 922  | 754   | 794     | 866      | 799   | 817   | 790     | 865   | 702     | 8219  | 8         |

Damer
Bana och väg
| Idrottare | Event          | Heat        | Heat      | Kvartsfinal | Kvartsfinal | Semifinal        | Semifinal        | Final            | Final            |
| Idrottare | Event          | Resultat    | Placering | Resultat    | Placering   | Resultat         | Placering        | Resultat         | Placering        |
| --- | -------------- | ----------- | --------- | ----------- | ----------- | ---------------- | ---------------- | ---------------- | ---------------- |
| Natalja Antiuch                                                                                               | 400 m häck     | 53.90       | 1 Q       | i.u.        | i.u.        | 53.33 SB         | 1 Q              | 52.70 PB         | DSQ              |
| Elena Arzjakova                                                                                               | 800 m          | 2:08.39     | 2 Q       | i.u.        | i.u.        | 1:58.13          | 2 Q              | 1:59.21          | DSQ              |
| Olga Belkina                                                                                                  | 100 m          | BYE         | BYE       | 11.38       | 4           | Gick inte vidare | Gick inte vidare | Gick inte vidare | Gick inte vidare |
| Jelena Tjurakova                                                                                              | 400 m häck     | 55.26       | 3 Q       | i.u.        | i.u.        | 55.70            | 3                | Gick inte vidare | Gick inte vidare |
| Irina Davjdova                                                                                                | 400 m häck     | 55.55       | 3 Q       | i.u.        | i.u.        | 55.86            | 5                | Gick inte vidare | Gick inte vidare |
| Tatjana Dektjareva                                                                                            | 100 m häck     | 12.87       | 2 Q       | i.u.        | i.u.        | 12.75 SB         | 4                | Gick inte vidare | Gick inte vidare |
| Aleksandra Fedoriva                                                                                           | 200 m          | 22.61       | 2 Q       | i.u.        | i.u.        | 22.65            | 3                | Gick inte vidare | Gick inte vidare |
| Jekaterina Galitskaja                                                                                         | 100 m häck     | 12.89       | 3 Q       | i.u.        | i.u.        | 12.90            | DSQ              | Gick inte vidare | Gick inte vidare |
| Olga Golovkina                                                                                                | 5 000 m        | 15:05.26 PB | 4 Q       | i.u.        | i.u.        | i.u.             | i.u.             | 15:17.88         | 9                |
| Jelizaveta Gretjisjnikova                                                                                     | 10 000 m       | i.u.        | i.u.      | i.u.        | i.u.        | i.u.             | i.u.             | 32:11.32         | DSQ              |
| Julija Gusjtjina                                                                                              | 400 m          | 51.54       | 2 Q       | i.u.        | i.u.        | 51.66            | 4                | Gick inte vidare | Gick inte vidare |
| Olga Kaniskina                                                                                                | 20 km gång     | i.u.        | i.u.      | i.u.        | i.u.        | i.u.             | i.u.             | 1:25:09 SB       | DSQ              |
| Anisia Kirdjapkina                                                                                            | 20 km gång     | i.u.        | i.u.      | i.u.        | i.u.        | i.u.             | i.u.             | 1:26:26 SB       | DSQ              |
| Julija Kondakova                                                                                              | 100 m häck     | 13.10       | 4 q       | i.u.        | i.u.        | 13.13            | DSQ              | Gick inte vidare | Gick inte vidare |
| Ekaterina Kostetskaja                                                                                         | 1 500 m        | 4:06.94     | 4 Q       | i.u.        | i.u.        | 4:05.32          | 2 Q              | 4:12.9           | DSQ              |
| Antonina Krivosjapka                                                                                          | 400 m          | 50.75       | 1 Q       | i.u.        | i.u.        | 49.81            | 1 Q              | 50.17            | DSQ              |
| Jelena Lasjmanova                                                                                             | 20 km gång     | i.u.        | i.u.      | i.u.        | i.u.        | i.u.             | i.u.             | 1:25:02 VR       | DSQ              |
| Jekaterina Martjnova                                                                                          | 1 500 m        | 4:13.86     | 7         | i.u.        | i.u.        | DSQ              | DSQ              | DSQ              | DSQ              |
| Albina Majorova                                                                                               | Maraton        | i.u.        | i.u.      | i.u.        | i.u.        | i.u.             | i.u.             | 2:25:38          | 9                |
| Jelena Nagovitsina                                                                                            | 5 000 m        | 15:02.80 PB | 6 q       | i.u.        | i.u.        | i.u.             | i.u.             | 15:21.38         | 13               |
| Jelena Orlova                                                                                                 | 3 000 m hinder | 9:33.14     | 6         | i.u.        | i.u.        | i.u.             | i.u.             | Gick inte vidare | Gick inte vidare |
| Tatjana Petrova                                                                                               | Maraton        | i.u.        | i.u.      | i.u.        | i.u.        | i.u.             | i.u.             | 2:23:29 PB       | 3                |
| Jekaterina Poistogova                                                                                         | 800 m          | 2:01.08     | 2 Q       | i.u.        | i.u.        | 1:59.45          | 2 Q              | 1:57.53 PB       | 3                |
| Natalja Rusakova                                                                                              | 200 m          | 23.40       | 6         | i.u.        | i.u.        | Gick inte vidare | Gick inte vidare | Gick inte vidare | Gick inte vidare |
| Gulnara Samitova-Galkina                                                                                      | 3 000 m hinder | 9:28.76     | 5 q       | i.u.        | i.u.        | i.u.             | i.u.             | DNF              | DNF              |
| Maria Savinova                                                                                                | 800 m          | 2:01.56     | 1 Q       | i.u.        | i.u.        | 1:58.57          | 1 Q              | 1:56.19 SB       | DSQ              |
| Jelizaveta Savlinis                                                                                           | 200 m          | 23.23       | 5         | i.u.        | i.u.        | Gick inte vidare | Gick inte vidare | Gick inte vidare | Gick inte vidare |
| Lilija Sjobuchova                                                                                             | Maraton        | i.u.        | i.u.      | i.u.        | i.u.        | i.u.             | i.u.             | DSQ              | DSQ              |
| Tatiana Tomasjova                                                                                             | 1 500 m        | 4:05.10     | 2 Q       | i.u.        | i.u.        | 4:02.10          | 3 Q              | 4:10.90          | DSQ              |
| Julia Zaripova                                                                                                | 3 000 m hinder | 9:25.68     | 5 Q       | i.u.        | i.u.        | i.u.             | i.u.             | 9:06.72 PB       | DSQ              |
| Olga Belkina Aleksandra Fedoriva Natalja Rusakova Jelizaveta Savlinis                                         | 4 x 100 m      | 43.24 SB    | 6         | i.u.        | i.u.        | i.u.             | i.u.             | Gick inte vidare | Gick inte vidare |
| Tatiana Firova Julija Gusjtjina Anastasia Kapatjinskaja Antonina Krivosjapka Natalja Nazarova Natalja Antiuch | 4 x 400 m      | 3:23.11     | 2 Q       | i.u.        | i.u.        | i.u.             | i.u.             | 3:20.23 SB       | DSQ              |

Fältgrenar
| Idrottare               | Gren           | Kval  | Kval      | Final            | Final            |
| Idrottare               | Gren           | Längd | Placering | Längd            | Placering        |
| ----------------------- | -------------- | ----- | --------- | ---------------- | ---------------- |
| Maria Abakumova         | Stavhopp       | 63.25 | 7 Q       | 59.34            | 10               |
| Anna Avdeeva            | Kulstötning    | 17.47 | 25        | Gick inte vidare | Gick inte vidare |
| Marija Bespalova        | Släggkastning  | 73.56 | 7 Q       | 71.13            | DSQ              |
| Anna Tjitjerova         | Höjdhopp       | 1.93  | 2 q       | 2.05             | 1                |
| Svetlana Feofanova      | Stavhopp       | NM    | —         | Gick inte vidare | Gick inte vidare |
| Irina Gordejeva         | Höjdhopp       | 1.93  | 10 q      | 1.93             | 10               |
| Jelena Isinbajeva       | Stavhopp       | 4.55  | 1 q       | 4.70             | 3                |
| Vera Karmishina-Ganeeva | Diskuskastning | 59.90 | DSQ       | Gick inte vidare | Gick inte vidare |
| Gulfija Chanafejeva     | Släggkastning  | 69.43 | DSQ       | Gick inte vidare | Gick inte vidare |
| Ljudmila Koltjanova     | Längdhopp      | 6.57  | 8 q       | 6.76             | 6                |
| Jevgenia Kolodko        | Kulstötning    | 19.31 | 3 Q       | 20.48 PB         | DSQ              |
| Tatiana Lebedeva        | Tresteg        | 14.30 | 8 q       | 14.11            | 10               |
| Tatjana Ljsenko         | Släggkastning  | 74.43 | 4 Q       | 78.18 OR         | DSQ              |
| Veronika Mosina         | Tresteg        | 13.96 | 17        | Gick inte vidare | Gick inte vidare |
| Anna Nazarova           | Längdhopp      | 6.62  | 7 q       | 6.77             | DSQ              |
| Darja Pisjtjalnikova    | Diskuskastning | 65.02 | 4 Q       | 67.56            | DSQ              |
| Anastasia Savtjenko     | Stavhopp       | 4.25  | 26        | Gick inte vidare | Gick inte vidare |
| Svetlana Sajkina        | Diskuskastning | 60.67 | 17        | Gick inte vidare | Gick inte vidare |
| Svetlana Sjkolina       | Höjdhopp       | 1.93  | 2 q       | 2.03 PB          | DSQ              |
| Jelena Sokolova         | Längdhopp      | 6.71  | 4 Q       | 7.07 PB          | 2                |
| Irina Tarasova          | Kulstötning    | 18.76 | 7 q       | 19.00            | 8                |
| Viktorija Valjukevitj   | Tresteg        | 14.19 | 11 q      | 14.24            | DSQ              |

Kombinerade grenar – sjukamp
| Idrottare           | Gren     | 100H     | HJ   | SP       | 200 m    | LJ      | JT    | 800 m      | Final | Placering |
| ------------------- | -------- | -------- | ---- | -------- | -------- | ------- | ----- | ---------- | ----- | --------- |
| Tatiana Tjernova    | Resultat | 13.48    | 1.80 | 14.17 SB | 23.67    | 6.54    | 46.29 | 2:09.56    | 6628  | DSQ       |
| Tatiana Tjernova    | Poäng    | 1053     | 978  | 805      | 1013     | 1020    | 788   | 971        | 6628  | DSQ       |
| Olga Kurban         | Resultat | 13.56    | 1.80 | 13.71    | 23.88    | 5.83    | 40.36 | 2:19.82    | 6084  | 20        |
| Olga Kurban         | Poäng    | 1041     | 978  | 775      | 992      | 798     | 674   | 826        | 6084  | 20        |
| Kristina Savitskaja | Resultat | 13.37 PB | 1.83 | 14.77 PB | 24.46 PB | 6.21 PB | 43.70 | 2:12.27 PB | 6452  | 8         |
| Kristina Savitskaja | Poäng    | 1069     | 1016 | 845      | 937      | 915     | 738   | 932        | 6452  | 8         |

## Fäktning
Herrar
| Idrottare                                                              | Gren                  | Omgång 1          | Omgång 2               | Omgång 3               | Kvartsfinal           | Semifinal                             | Final / BM                             | Final / BM       |
| Idrottare                                                              | Gren                  | Motståndare Poäng | Motståndare Poäng      | Motståndare Poäng      | Motståndare Poäng     | Motståndare Poäng                     | Motståndare Poäng                      | Placering        |
| ---------------------------------------------------------------------- | --------------------- | ----------------- | ---------------------- | ---------------------- | --------------------- | ------------------------------------- | -------------------------------------- | ---------------- |
| Pavel Suchov                                                           | Värja, individuellt   | i.u.              | Jung J-S (KOR) L 11–15 | Gick inte vidare       | Gick inte vidare      | Gick inte vidare                      | Gick inte vidare                       | Gick inte vidare |
| Artur Achmatchuzin                                                     | Florett, individuellt | BYE               | Kruse (GBR) W 15–5     | Ma Jf (CHN) L 11–15    | Gick inte vidare      | Gick inte vidare                      | Gick inte vidare                       | Gick inte vidare |
| Alexej Tjeremisinov                                                    | Florett, individuellt | BYE               | Ayad (EGY) W 15–8      | Massialas (USA) W 15–6 | Baldini (ITA) L 5–15  | Gick inte vidare                      | Gick inte vidare                       | Gick inte vidare |
| Renal Ganejev                                                          | Florett, individuellt | BYE               | Bachmann (GER) L 9–15  | Gick inte vidare       | Gick inte vidare      | Gick inte vidare                      | Gick inte vidare                       | Gick inte vidare |
| Artur Achmatchuzin Alexej Tjeremisinov Renal Ganejev Alexej Chovanskij | Florett, lag          | i.u.              | i.u.                   | i.u.                   | Tyskland L 40–44      | Klassificering semifinal Kina W 45–40 | 5:e plats-final Storbritannien W 45–35 | 5                |
| Nikolaj Kovalev                                                        | Sabel, individuellt   | BYE               | Williams (USA) W 15–12 | Won W-Y (KOR) W 15–11  | Limbach (GER) W 15–12 | Szilágyi (HUN) L 7–15                 | Dumitrescu (ROU) W 15–10               | 3                |
| Veniamin Resjetnikov                                                   | Sabel, individuellt   | BYE               | Morehouse (USA) L 6–15 | Gick inte vidare       | Gick inte vidare      | Gick inte vidare                      | Gick inte vidare                       | Gick inte vidare |
| Alexej Jakimenko                                                       | Sabel, individuellt   | BYE               | Jansen (VEN) W 15–4    | Homer (USA) L 14–15    | Gick inte vidare      | Gick inte vidare                      | Gick inte vidare                       | Gick inte vidare |
| Nikolaj Kovalev Veniamin Resjetnikov Alexej Jakimenko                  | Sabel, lag            | i.u.              | i.u.                   | i.u.                   | USA W 45–33           | Rumänien L 43–45                      | Italien L 40–45                        | 4                |

Damer
| Idrottare                                                               | Gren                  | Omgång 1          | Omgång 2                 | Omgång 3              | Kvartsfinal           | Semifinal             | Final / BM           | Final / BM       |
| Idrottare                                                               | Gren                  | Motståndare Poäng | Motståndare Poäng        | Motståndare Poäng     | Motståndare Poäng     | Motståndare Poäng     | Motståndare Poäng    | Placering        |
| ----------------------------------------------------------------------- | --------------------- | ----------------- | ------------------------ | --------------------- | --------------------- | --------------------- | -------------------- | ---------------- |
| Violeta Kolobova                                                        | Värja, individuellt   | BYE               | Sozanska (GER) L 14–15   | Gick inte vidare      | Gick inte vidare      | Gick inte vidare      | Gick inte vidare     | Gick inte vidare |
| Lubov Sjutova                                                           | Värja, individuellt   | BYE               | Sjemjakina (UKR) L 12–15 | Gick inte vidare      | Gick inte vidare      | Gick inte vidare      | Gick inte vidare     | Gick inte vidare |
| Anna Sivkova                                                            | Värja, individuellt   | BYE               | Jung H-J (KOR) W 15–12   | Măroiu (ROU) L 11–15  | Gick inte vidare      | Gick inte vidare      | Gick inte vidare     | Gick inte vidare |
| Violeta Kolobova Lubov Sjutova Anna Sivkova Tatjana Logounova           | Värja, lag            | i.u.              | i.u.                     | i.u.                  | Ukraina W 45–34       | Kina L 19–20          | USA L 30–31          | 4                |
| Aida Sjanajeva                                                          | Florett, individuellt | BYE               | Jung G-O (KOR) L 14–15   | Gick inte vidare      | Gick inte vidare      | Gick inte vidare      | Gick inte vidare     | Gick inte vidare |
| Inna Deriglazova                                                        | Florett, individuellt | BYE               | Thibus (FRA) L 8–15      | Gick inte vidare      | Gick inte vidare      | Gick inte vidare      | Gick inte vidare     | Gick inte vidare |
| Kamilla Gafurzianova                                                    | Florett, individuellt | BYE               | Synoradzka (POL) W 15–8  | Errigo (ITA) L 7–15   | Gick inte vidare      | Gick inte vidare      | Gick inte vidare     | Gick inte vidare |
| Aida Tjanaeva Inna Deriglazova Kamila Gafurzjanova Larisa Korobejnikova | Florett, lag          | i.u.              | i.u.                     | i.u.                  | Japan W 45–17         | Sydkorea W 44–32      | Italien L 31–45      | 2                |
| Julia Gavrilova                                                         | Sabel, individuellt   | i.u.              | Zjivitsa (KAZ) W 15–7    | Zhu M (CHN) L 11–15   | Gick inte vidare      | Gick inte vidare      | Gick inte vidare     | Gick inte vidare |
| Sofia Velikaja                                                          | Sabel, individuellt   | i.u.              | Moutoussamy (ALG) W 15–6 | Benitez (VEN) W 15–10 | Wozniak (USA) W 15–13 | Charlan (UKR) W 15–12 | Kim J-Y (KOR) L 9–15 | 2                |

## Gymnastik
- Huvudartikel: Gymnastik vid olympiska sommarspelen 2012

### Artistisk
Herrar
| Idrottare          | Gren     | Kval     | Kval     | Kval     | Kval     | Kval     | Kval     | Kval    | Kval      | Final   | Final   | Final   | Final   | Final   | Final   | Final   | Final     |
| Idrottare          | Gren     | Redskap  | Redskap  | Redskap  | Redskap  | Redskap  | Redskap  | Totalt  | Placering | Redskap | Redskap | Redskap | Redskap | Redskap | Redskap | Totalt  | Placering |
| Idrottare          | Gren     | F        | PH       | R        | V        | PB       | HB       | Totalt  | Placering | F       | PH      | R       | V       | PB      | HB      | Totalt  | Placering |
| ------------------ | -------- | -------- | -------- | -------- | -------- | -------- | -------- | ------- | --------- | ------- | ------- | ------- | ------- | ------- | ------- | ------- | --------- |
| Denis Abljazin     | Mångkamp | 15.433 Q | i.u.     | 15.500 Q | 16.300 Q | 0.000    | 13.733   | i.u.    | i.u.      | 15.475  | i.u.    | 15.616  | 16.400  | i.u.    | i.u.    | i.u.    | i.u.      |
| Aleksandr Balandin | Mångkamp | i.u.     | 13.733   | 15.666 Q | i.u.     | 14.766   | i.u.     | i.u.    | i.u.      | i.u.    | i.u.    | 15.816  | i.u.    | 13.466  | i.u.    | i.u.    | i.u.      |
| David Beljavskij   | Mångkamp | 15.100   | 14.900 Q | 14.366   | 16.300   | 15.300   | 14.866   | 90.832  | 2 Q       | 14.933  | 12.933  | i.u.    | 16.133  | 15.433  | 14.833  | i.u.    | i.u.      |
| Emin Garibov       | Mångkamp | 14.533   | 14.233   | 14.633   | 15.233   | 15.600 Q | 15.566 Q | 89.798  | 9 Q       | i.u.    | 14.833  | 14.700  | i.u.    | 15.066  | 15.600  | i.u.    | i.u.      |
| Igor Pachomenko    | Mångkamp | 14.066   | 14.333   | i.u.     | 15.566   | i.u.     | 14.000   | i.u.    | i.u.      | 14.900  | 14.533  | i.u.    | 14.333  | i.u.    | 14.600  | i.u.    | i.u.      |
| Totalt             | Mångkamp | 45.066   | 43.466   | 45.799   | 48.166   | 45.666   | 44.432   | 272.595 | 2 Q       | 45.308  | 42.299  | 46.132  | 46.866  | 43.965  | 45.033  | 269.603 | 6         |

Individuella finaler
| Gymnast            | Gren       | Redskap | Redskap | Redskap | Redskap | Redskap | Redskap | Totalt | Placering |
| Gymnast            | Gren       | F       | PH      | R       | V       | PB      | HB      | Totalt | Placering |
| ------------------ | ---------- | ------- | ------- | ------- | ------- | ------- | ------- | ------ | --------- |
| Denis Abljazin     | Fristående | 15.800  | i.u.    | i.u.    | i.u.    | i.u.    | i.u.    | 15.800 | 3         |
| Denis Abljazin     | Ringar     | i.u.    | i.u.    | 15.633  | i.u.    | i.u.    | i.u.    | 15.633 | 5         |
| Denis Abljazin     | Hopp       | i.u.    | i.u.    | i.u.    | 16.399  | i.u.    | i.u.    | 16.399 | 2         |
| Aleksandr Balandin | Ringar     | i.u.    | i.u.    | 15.666  | i.u.    | i.u.    | i.u.    | 15.666 | 4         |
| David Beljavskij   | Mångkamp   | 14.466  | 14.866  | 14.833  | 16.200  | 15.166  | 14.766  | 90.297 | 5         |
| David Beljavskij   | Bygelhäst  | i.u.    | 14.733  | i.u.    | i.u.    | i.u.    | i.u.    | 14.733 | 7         |
| Emin Garibov       | Mångkamp   | 14.475  | 14.233  | 14.866  | 14.833  | 15.366  | 14.233  | 88.006 | 14        |
| Emin Garibov       | Barr       | i.u.    | i.u.    | i.u.    | i.u.    | 15.300  | i.u.    | 15.300 | 6         |
| Emin Garibov       | Räck       | i.u.    | i.u.    | i.u.    | i.u.    | i.u.    | 15.333  | 15.333 | 7         |

Damer
Lag
| Idrottare          | Gren          | Kval     | Kval     | Kval     | Kval     | Kval    | Kval      | Final   | Final   | Final   | Final   | Final   | Final     |
| Idrottare          | Gren          | Redskap  | Redskap  | Redskap  | Redskap  | Totalt  | Placering | Redskap | Redskap | Redskap | Redskap | Totalt  | Placering |
| Idrottare          | Gren          | F        | V        | UB       | BB       | Totalt  | Placering | F       | V       | UB      | BB      | Totalt  | Placering |
| ------------------ | ------------- | -------- | -------- | -------- | -------- | ------- | --------- | ------- | ------- | ------- | ------- | ------- | --------- |
| Ksenija Afanasieva | Mångkamp, lag | 14.833 Q | i.u.     | i.u.     | 15.066 Q | i.u.    | i.u.      | 14.333  | i.u.    | i.u.    | 14.833  | i.u.    | i.u.      |
| Anastasia Grisjina | Mångkamp, lag | 14.066   | 14.333   | 14.033   | 14.900   | 57.332  | 12*       | 12.466  | i.u.    | 14.700  | i.u.    | i.u.    | i.u.      |
| Viktoria Komova    | Mångkamp, lag | 13.900   | 15.633   | 15.833 Q | 15.266 Q | 60.632  | 1 Q       | i.u.    | 15.833  | 15.766  | 15.033  | i.u.    | i.u.      |
| Alija Mustafina    | Mångkamp, lag | 14.433 Q | 15.133   | 15.700 Q | 14.700   | 59.966  | 5 Q       | 14.800  | 15.233  | 15.700  | 14.533  | i.u.    | i.u.      |
| Maria Paseka       | Mångkamp, lag | i.u.     | 15.049 Q | 0.000    | i.u.     | i.u.    | i.u.      | i.u.    | 15.300  | i.u.    | i.u.    | i.u.    | i.u.      |
| Totalt             | Mångkamp, lag | 43.332   | 46.299   | 45.566   | 45.232   | 180.429 | 2 Q       | 41.599  | 46.366  | 46.166  | 44.399  | 178.530 | 2         |

Individuella finaler
| Gymnast            | Gren       | Redskap | Redskap | Redskap | Redskap | Totalt | Placering |
| Gymnast            | Gren       | F       | V       | UB      | BB      | Totalt | Placering |
| ------------------ | ---------- | ------- | ------- | ------- | ------- | ------ | --------- |
| Ksenija Afanasieva | Fristående | 14.566  | i.u.    | i.u.    | i.u.    | 14.566 | 6         |
| Ksenija Afanasieva | Bom        | i.u.    | i.u.    | i.u.    | 14.583  | 14.583 | 5         |
| Viktoria Komova    | Mångkamp   | 15.100  | 15.466  | 15.966  | 15.441  | 61.973 | 2         |
| Viktoria Komova    | Barr       | i.u.    | i.u.    | 15.666  | i.u.    | 15.666 | 5         |
| Viktoria Komova    | Bom        | i.u.    | i.u.    | i.u.    | 13.166  | 13.166 | 8         |
| Alija Mustafina    | All-around | 14.600  | 15.233  | 16.100  | 13.633  | 59.560 | 3         |
| Alija Mustafina    | Fristående | 14.900  | i.u.    | i.u.    | i.u.    | 14.900 | 3         |
| Alija Mustafina    | Barr       | i.u.    | i.u.    | 16.133  | i.u.    | 16.133 | 1         |
| Maria Paseka       | Hopp       | i.u.    | 15.050  | i.u.    | i.u.    | 15.050 | 3         |

### Rytmisk
| Idrottare         | Gren         | Kval   | Kval     | Kval   | Kval   | Kval    | Kval      | Final  | Final    | Final  | Final  | Final   | Final     |
| Idrottare         | Gren         | Boll   | Tunnband | Käglor | Band   | Totalt  | Placering | Boll   | Tunnband | Käglor | Band   | Totalt  | Placering |
| ----------------- | ------------ | ------ | -------- | ------ | ------ | ------- | --------- | ------ | -------- | ------ | ------ | ------- | --------- |
| Jevgenia Kanajeva | Individuellt | 28.100 | 29.525   | 28.975 | 29.400 | 116.000 | 1 Q       | 29.350 | 29.200   | 29.450 | 28.900 | 116.900 | 1         |
| Darja Dmitrijeva  | Individuellt | 29.000 | 28.800   | 27.800 | 28.925 | 114.525 | 2 Q       | 28.300 | 28.350   | 28.750 | 29.100 | 114.500 | 2         |

| Idrottare                                                                                                   | Gren  | Kval   | Kval              | Kval   | Kval      | Final    | Final             | Final  | Final     |
| Idrottare                                                                                                   | Gren  | 5 rep  | 3 band 2 tunnband | Totalt | Placering | 5 bollar | 3 band 2 tunnband | Totalt | Placering |
| --- | ----- | ------ | ----------------- | ------ | --------- | -------- | ----------------- | ------ | --------- |
| Anastasia Bliznjuk Uljana Donskova Ksenia Dudkina Alina Makarenko Anastasia Nazarenko Karolina Sevastjanova | Trupp | 28.375 | 28.000            | 56.375 | 1 Q       | 28.700   | 28.300            | 57.000 | 1         |

### Trampolin
| Idrottare         | Gren   | Kval    | Kval      | Final  | Final     |
| Idrottare         | Gren   | Poäng   | Placering | Poäng  | Placering |
| ----------------- | ------ | ------- | --------- | ------ | --------- |
| Nikita Fedorenko  | Herrar | 107.070 | 8 Q       | 59.105 | 6         |
| Dmitrj Usjakov    | Herrar | 112.605 | 2 Q       | 61.769 | 2         |
| Viktoria Voronina | Damer  | 100.995 | 8 Q       | 21.915 | 8         |

## Handboll
Damer
| \| \| Pos. \| Namn \| Ålder \| \| Klubb \| \| -- \| ---- \| ---------------------------- \| ------------------ \| \| ----------------- \| \| 5 \| LB \| Ljudmila Postnova (RUS) \| 27 år (1984-08-11) \| \| Zvezda Zvenigorod \| \| 7 \| P \| Ljudmila Bodnijeva (RUS) \| 33 år (1978-10-15) \| \| RK Krim \| \| 10 \| RB \| Jekaterina Davydenko (RUS) \| 23 år (1989-03-07) \| \| Lada Togliatti \| \| 11 \| CB \| Olga Levina (RUS) \| 27 år (1985-03-04) \| \| Dinamo Volgograd \| \| 12 \| GK \| Anna Sedojkina (RUS) \| 27 år (1984-08-01) \| \| Dinamo Volgograd \| \| 15 \| P \| Natalja Sjipilova (RUS) \| 32 år (1979-12-31) \| \| Lada Togliatti \| \| 16 \| GK \| Marija Sidorova (RUS) \| 32 år (1979-11-21) \| \| Lada Togliatti \| \| 18 \| CB \| Nadezjda Muravjova (RUS) \| 32 år (1980-06-30) \| \| Lada Togliatti \| \| 21 \| LB \| Viktorija Zjilinskajte (RUS) \| 23 år (1989-03-06) \| \| Lada Togliatti \| \| 22 \| LW \| Jekaterina Marennikova (RUS) \| 30 år (1982-04-23) \| \| Lada Togliatti \| \| 24 \| RB \| Irina Bliznova (RUS) \| 25 år (1986-10-06) \| \| Lada Togliatti \| \| 25 \| LW \| Emilija Turej (RUS) \| 27 år (1984-10-06) \| \| Rostov-Don \| \| 26 \| CB \| Tatjana Chmyrova (RUS) \| 22 år (1990-02-06) \| \| Dinamo Volgograd \| \| 29 \| RW \| Olga Tjernoivanenko (RUS) \| 23 år (1989-04-17) \| \| Lada Togliatti \| | Förbundskapten: Jevgenj Trefilov                                                                                  |                              |                    |           |                   |
| \| \| Pos. \| Namn \| Ålder \| \| Klubb \| \| -- \| ---- \| ---------------------------- \| ------------------ \| \| ----------------- \| \| 5 \| LB \| Ljudmila Postnova (RUS) \| 27 år (1984-08-11) \| \| Zvezda Zvenigorod \| \| 7 \| P \| Ljudmila Bodnijeva (RUS) \| 33 år (1978-10-15) \| \| RK Krim \| \| 10 \| RB \| Jekaterina Davydenko (RUS) \| 23 år (1989-03-07) \| \| Lada Togliatti \| \| 11 \| CB \| Olga Levina (RUS) \| 27 år (1985-03-04) \| \| Dinamo Volgograd \| \| 12 \| GK \| Anna Sedojkina (RUS) \| 27 år (1984-08-01) \| \| Dinamo Volgograd \| \| 15 \| P \| Natalja Sjipilova (RUS) \| 32 år (1979-12-31) \| \| Lada Togliatti \| \| 16 \| GK \| Marija Sidorova (RUS) \| 32 år (1979-11-21) \| \| Lada Togliatti \| \| 18 \| CB \| Nadezjda Muravjova (RUS) \| 32 år (1980-06-30) \| \| Lada Togliatti \| \| 21 \| LB \| Viktorija Zjilinskajte (RUS) \| 23 år (1989-03-06) \| \| Lada Togliatti \| \| 22 \| LW \| Jekaterina Marennikova (RUS) \| 30 år (1982-04-23) \| \| Lada Togliatti \| \| 24 \| RB \| Irina Bliznova (RUS) \| 25 år (1986-10-06) \| \| Lada Togliatti \| \| 25 \| LW \| Emilija Turej (RUS) \| 27 år (1984-10-06) \| \| Rostov-Don \| \| 26 \| CB \| Tatjana Chmyrova (RUS) \| 22 år (1990-02-06) \| \| Dinamo Volgograd \| \| 29 \| RW \| Olga Tjernoivanenko (RUS) \| 23 år (1989-04-17) \| \| Lada Togliatti \| | Positioner: MV - Målvakt VS - Vänstersexa VN - Vänsternia MS - Mittsexa MN - Mittnia HS - Högersexa HN - Högernia |                              |                    |           |                   |
| \| \| Pos. \| Namn \| Ålder \| \| Klubb \| \| -- \| ---- \| ---------------------------- \| ------------------ \| \| ----------------- \| \| 5 \| LB \| Ljudmila Postnova (RUS) \| 27 år (1984-08-11) \| \| Zvezda Zvenigorod \| \| 7 \| P \| Ljudmila Bodnijeva (RUS) \| 33 år (1978-10-15) \| \| RK Krim \| \| 10 \| RB \| Jekaterina Davydenko (RUS) \| 23 år (1989-03-07) \| \| Lada Togliatti \| \| 11 \| CB \| Olga Levina (RUS) \| 27 år (1985-03-04) \| \| Dinamo Volgograd \| \| 12 \| GK \| Anna Sedojkina (RUS) \| 27 år (1984-08-01) \| \| Dinamo Volgograd \| \| 15 \| P \| Natalja Sjipilova (RUS) \| 32 år (1979-12-31) \| \| Lada Togliatti \| \| 16 \| GK \| Marija Sidorova (RUS) \| 32 år (1979-11-21) \| \| Lada Togliatti \| \| 18 \| CB \| Nadezjda Muravjova (RUS) \| 32 år (1980-06-30) \| \| Lada Togliatti \| \| 21 \| LB \| Viktorija Zjilinskajte (RUS) \| 23 år (1989-03-06) \| \| Lada Togliatti \| \| 22 \| LW \| Jekaterina Marennikova (RUS) \| 30 år (1982-04-23) \| \| Lada Togliatti \| \| 24 \| RB \| Irina Bliznova (RUS) \| 25 år (1986-10-06) \| \| Lada Togliatti \| \| 25 \| LW \| Emilija Turej (RUS) \| 27 år (1984-10-06) \| \| Rostov-Don \| \| 26 \| CB \| Tatjana Chmyrova (RUS) \| 22 år (1990-02-06) \| \| Dinamo Volgograd \| \| 29 \| RW \| Olga Tjernoivanenko (RUS) \| 23 år (1989-04-17) \| \| Lada Togliatti \| | Spelarnas åldrar och klubb per 27 juli 2012.                                                                      |                              |                    |           |                   |
| | Pos. | Namn                         | Ålder              |           | Klubb             |
| 5 | LB | Ljudmila Postnova (RUS)      | 27 år (1984-08-11) | Ryssland  | Zvezda Zvenigorod |
| 7 | P | Ljudmila Bodnijeva (RUS)     | 33 år (1978-10-15) | Slovenien | RK Krim           |
| 10 | RB | Jekaterina Davydenko (RUS)   | 23 år (1989-03-07) | Ryssland  | Lada Togliatti    |
| 11 | CB | Olga Levina (RUS)            | 27 år (1985-03-04) | Ryssland  | Dinamo Volgograd  |
| 12 | GK | Anna Sedojkina (RUS)         | 27 år (1984-08-01) | Ryssland  | Dinamo Volgograd  |
| 15 | P | Natalja Sjipilova (RUS)      | 32 år (1979-12-31) | Ryssland  | Lada Togliatti    |
| 16 | GK | Marija Sidorova (RUS)        | 32 år (1979-11-21) | Ryssland  | Lada Togliatti    |
| 18 | CB | Nadezjda Muravjova (RUS)     | 32 år (1980-06-30) | Ryssland  | Lada Togliatti    |
| 21 | LB | Viktorija Zjilinskajte (RUS) | 23 år (1989-03-06) | Ryssland  | Lada Togliatti    |
| 22 | LW | Jekaterina Marennikova (RUS) | 30 år (1982-04-23) | Ryssland  | Lada Togliatti    |
| 24 | RB | Irina Bliznova (RUS)         | 25 år (1986-10-06) | Ryssland  | Lada Togliatti    |
| 25 | LW | Emilija Turej (RUS)          | 27 år (1984-10-06) | Ryssland  | Rostov-Don        |
| 26 | CB | Tatjana Chmyrova (RUS)       | 22 år (1990-02-06) | Ryssland  | Dinamo Volgograd  |
| 29 | RW | Olga Tjernoivanenko (RUS)    | 23 år (1989-04-17) | Ryssland  | Lada Togliatti    |

Gruppspel
| Lag            | S | V | O | F | GM  | IM  | MS  | P |
| -------------- | - | - | - | - | --- | --- | --- | - |
| Brasilien      | 5 | 4 | 0 | 1 | 137 | 122 | +15 | 8 |
| Kroatien       | 5 | 4 | 0 | 1 | 145 | 115 | +30 | 8 |
| Ryssland       | 5 | 3 | 1 | 1 | 151 | 125 | +26 | 7 |
| Montenegro     | 5 | 2 | 1 | 2 | 137 | 122 | +15 | 5 |
| Angola         | 5 | 1 | 0 | 4 | 132 | 142 | −10 | 2 |
| Storbritannien | 5 | 0 | 0 | 5 | 91  | 166 | −75 | 0 |

|       | 28 juli 2012 | Ryssland                            | 30 – 27   | Angola                         | Copper Box, London             |                                |
| 09:30 | 09:30        | Postnova 5, Bodnieva 4, Davydenko 4 | (16 – 11) | Guialo 5, Kiala, L 4, Carlos 4 | Domare: Nachevski, Slave (MKD) | Domare: Nachevski, Slave (MKD) |
| 09:30 | 09:30        |                                     |           |                                | Domare: Nachevski, Slave (MKD) | Domare: Nachevski, Slave (MKD) |
| 09:30 | 09:30        |                                     |           |                                | Domare: Nachevski, Slave (MKD) | Domare: Nachevski, Slave (MKD) |

|       | 30 juli 2012 | Storbritannien | 16–37 | Ryssland | Copper Box, London |  |
| 14:30 |              |                |       |          |                    |  |
|       |              |                |       |          |                    |  |
|       |              |                |       |          |                    |  |

|       | 1 augusti 2012 | Ryssland | 28–30 | Kroatien | Copper Box, London |  |
| 21:15 |                |          |       |          |                    |  |
|       |                |          |       |          |                    |  |
|       |                |          |       |          |                    |  |

|       | 3 augusti 2012 | Ryssland | 31–27 | Brasilien | Copper Box, London |  |
| 16:15 |                |          |       |           |                    |  |
|       |                |          |       |           |                    |  |
|       |                |          |       |           |                    |  |

|       | 5 augusti 2012 | Montenegro | 25–25 | Ryssland | Copper Box, London |  |
| 14:30 |                |            |       |          |                    |  |
|       |                |            |       |          |                    |  |
|       |                |            |       |          |                    |  |

Slutspel
|  | Kvartsfinal | Kvartsfinal | Kvartsfinal |    |    | Semifinal | Semifinal | Semifinal |            |            | Final      | Final          | Final |
|  |             |             |             |    |    |           |           |           |            |            |            |                |       |
|  | A1          | Brasilien   | 19          |    |    |           |           |           |            |            |            |                |       |
|  |             |             | 19          |    |    |           |           |           |            |            |            |                |       |
|  | B4          | Norge       | 21          |    |    |           |           |           |            |            |            |                |       |
|  | B4          | Norge       | 21          |    |    | Norge     | 31        |           |            |            |            |                |       |
|  |             |             |             |    |    | Norge     | 31        |           |            |            |            |                |       |
|  |             |             | Sydkorea    | 25 |    |           |           |           |            |            |            |                |       |
|  | A3          | Ryssland    | Sydkorea    | 25 | 23 |           |           |           |            |            |            |                |       |
|  | A3          | Ryssland    |             |    | 23 |           |           |           |            |            |            |                |       |
|  | B2          | Sydkorea    | 24          |    |    |           |           |           |            |            |            |                |       |
|  |             |             |             |    |    |           |           |           |            |            | Norge      | 26             |       |
|  |             |             |             |    |    |           |           |           |            |            | Montenegro | 23             |       |
|  | A2          | Kroatien    | 22          |    |    |           |           |           |            |            |            |                |       |
|  | A2          | Kroatien    | 22          |    |    |           |           |           |            |            |            |                |       |
|  | B3          | Spanien     | 25          |    |    |           |           |           |            |            |            |                |       |
|  | B3          | Spanien     | 25          |    |    | Spanien   | 26        |           | Bronsmatch | Bronsmatch | Bronsmatch |                |       |
|  |             |             |             |    |    | Spanien   | 26        |           | Bronsmatch | Bronsmatch | Bronsmatch |                |       |
|  |             |             | Montenegro  | 27 |    |           |           |           |            |            |            |                |       |
|  | A4          | Montenegro  | Montenegro  | 27 | 23 |           |           | Sydkorea  | 29         |            |            |                |       |
|  | A4          | Montenegro  |             |    | 23 |           |           | Sydkorea  | 29         |            |            |                |       |
|  | B1          | Frankrike   | 22          |    |    |           |           |           |            |            |            | Spanien (e fl) | 31    |
|  |             |             |             |    |    |           |           |           |            |            |            |                |       |

## Judo
Herrar
| Idrottare            | Gren                     | 32-delsfinal         | Sextondelsfinal                 | Åttondelsfinal                | Kvartsfinal                      | Semifinal                    | Återkval             | Bronsmatch                      | Final                        | Final            |
| Idrottare            | Gren                     | Motståndare Resultat | Motståndare Resultat            | Motståndare Resultat          | Motståndare Resultat             | Motståndare Resultat         | Motståndare Resultat | Motståndare Resultat            | Motståndare Resultat         | Placering        |
| -------------------- | ------------------------ | -------------------- | ------------------------------- | ----------------------------- | -------------------------------- | ---------------------------- | -------------------- | ------------------------------- | ---------------------------- | ---------------- |
| Arsen Galstyan       | Extra lättvikt (-60 kg)  | BYE                  | Gourouza (NIG) W 0101–0000      | Siccardi (MON) W 0100–0000    | Choi (KOR) W 0001–0001           | Sobirov (UZB) W 0011–0000    | BYE                  | BYE                             | Hiraoka (JPN) W 1000–0000    | 1                |
| Musa Mogushkov       | Halv lättvikt (-66 kg)   | BYE                  | Karimov (AZE) L 0011–0021       | Gick inte vidare              | Gick inte vidare                 | Gick inte vidare             | Gick inte vidare     | Gick inte vidare                | Gick inte vidare             | Gick inte vidare |
| Mansur Isaev         | Lättvikt (-73 kg)        | BYE                  | Uematsu (ESP) W 0011–0002       | Orujov (AZE) W 1001–0000      | Sainjargal (MGL) W 0100–0001     | Wang (KOR) W 0011–0002       | BYE                  | BYE                             | Nakaya (JPN) W 0011–0001     | 1                |
| Ivan Nifontov        | Halv mellanvikt (-81 kg) | BYE                  | de Windt (IOA) W 1000–0004      | Bottieau (BEL) W 0101–0001    | Valois-Fortier (CAN) W 0100–0000 | Kim (KOR) L 0001–0100        | BYE                  | Nakai (JPN) W 0201–0000         | Gick inte vidare             | 3                |
| Kirill Denisov       | Mellanvikt (-90 kg)      | i.u.                 | Remarenco (MDA) W 1000–0001     | Gordon (GBR) W 0010–0000      | Iliadis (GRE) W 0020–0000        | González (CUB) L 0001–1000   | BYE                  | Nishiyama (JPN) L 0000–0000 YUS | Gick inte vidare             | 5                |
| Tagir Khaibulaev     | Halv tungvikt (-100 kg)  | i.u.                 | van der Geest (BEL) W 1000–0000 | Biadulin (BLR) W 0111–0003    | Krpálek (CZE) W 1000–0011        | Peters (GER) W 0000–0000 YUS | BYE                  | BYE                             | Naidangiin (MGL) W 1000–0000 | 1                |
| Aleksandr Mikhailine | Tungvikt (+100 kg)       | i.u.                 | Mandembo (COD) W 1010–0000      | Sherrington (GBR) W 0011–0001 | Silva (BRA) W 0001–0001          | Tölzer (GER) W 0010–0002     | BYE                  | BYE                             | Riner (FRA) L 0003–0101      | 2                |

Damer
| Idrottare           | Gren                    | Sextondelsfinal            | Åttondelsfinal             | Kvartsfinal              | Semifinal            | Återkval                     | Bronsmatch           | Final                | Final            |
| Idrottare           | Gren                    | Motståndare Resultat       | Motståndare Resultat       | Motståndare Resultat     | Motståndare Resultat | Motståndare Resultat         | Motståndare Resultat | Motståndare Resultat | Placering        |
| ------------------- | ----------------------- | -------------------------- | -------------------------- | ------------------------ | -------------------- | ---------------------------- | -------------------- | -------------------- | ---------------- |
| Natalia Kondratieva | Extra lättvikt (-48 kg) | Mestre (CUB) L 0000–0101   | Gick inte vidare           | Gick inte vidare         | Gick inte vidare     | Gick inte vidare             | Gick inte vidare     | Gick inte vidare     | Gick inte vidare |
| Natalia Kuzyutina   | Halv lättvikt (-52 kg)  | Tarangul (GER) L 0000–0001 | Gick inte vidare           | Gick inte vidare         | Gick inte vidare     | Gick inte vidare             | Gick inte vidare     | Gick inte vidare     | Gick inte vidare |
| Irina Zabludina     | Lättvikt (-57 kg)       | BYE                        | Lupetey (CUB) W 1000–0001  | Malloy (USA) L 0011–0012 | Gick inte vidare     | Karakas (HUN) L 0000–0011    | Gick inte vidare     | Gick inte vidare     | 7                |
| Vera Moskalyuk      | Halv tungvikt (-78 kg)  | BYE                        | Harrison (USA) L 0000–1000 | Gick inte vidare         | Gick inte vidare     | Gick inte vidare             | Gick inte vidare     | Gick inte vidare     | Gick inte vidare |
| Elena Ivashchenko   | Tungvikt (+78 kg)       | BYE                        | Mojica (PUR) W 1010–0000   | Ortiz (CUB) L 0002–0011  | Gick inte vidare     | Kindzerska (UKR) L 0002–0010 | Gick inte vidare     | Gick inte vidare     | 7                |

## Kanotsport
Slalom
| Kanotist                          | Gren                | Omgång 1 | Omgång 1  | Omgång 1 | Omgång 1  | Omgång 1 | Omgång 1  | Semifinal        | Semifinal        | Final            | Final            |
| Kanotist                          | Gren                | Omgång 1 | Placering | Omgång 2 | Placering | Bästa    | Placering | Tid              | Placering        | Tid              | Placering        |
| --------------------------------- | ------------------- | -------- | --------- | -------- | --------- | -------- | --------- | ---------------- | ---------------- | ---------------- | ---------------- |
| Alexander Lipatov                 | Herrarnas C1 slalom | 96.13    | 8         | 95.51    | 6         | 95.51    | 10 Q      | 109.49           | 12               | Gick inte vidare | Gick inte vidare |
| Michail Kuznetsov Dmitry Larionov | Herrarnas C2 slalom | 112.36   | 11        | 155.59   | 13        | 112.36   | 14        | Gick inte vidare | Gick inte vidare | Gick inte vidare | Gick inte vidare |
| Marta Kharitonova                 | Damernas K1 slalom  | 108.85   | 9         | 109.77   | 12        | 108.85   | 13 Q      | 111.44           | 6 Q              | 120.91           | 9                |

Sprint
| Kanotist                                                           | Gren                | Heat      | Heat      | Semifinal        | Semifinal        | Final            | Final            |
| Kanotist                                                           | Gren                | Tid       | Placering | Tid              | Placering        | Tid              | Placering        |
| ------------------------------------------------------------------ | ------------------- | --------- | --------- | ---------------- | ---------------- | ---------------- | ---------------- |
| Pavel Nikolaev                                                     | Herrarnas K1 1000 m | 3:35.466  | 6         | Gick inte vidare | Gick inte vidare | Gick inte vidare | Gick inte vidare |
| Jevgenij Salachov                                                  | Herrarnas K1 200 m  | 35.652    | 4 Q       | 36.312           | 4 FA             | 36.825           | 5                |
| Ilja Sjtokalov                                                     | Herrarnas C1 1000 m | 4:04.109  | 3 Q       | 3:53.305         | 3 FA             | 3:51.535         | 8                |
| Ivan Sjtyl                                                         | Herrarnas C1 200 m  | 41.378    | 1 Q       | 40.346 OB        | 1 FA             | 42.853           | 3                |
| Aleksej Korovasjkov Ilja Pervuchin                                 | Herrarnas C2 1000 m | 3:37.568  | 2 Q       | 3:36.456         | 1 FA             | 3:36.414         | 3                |
| Ilja Medvedev Anton Ryachov                                        | Herrarnas K2 1000 m | 3:21.086  | 6 Q       | 3:12.901         | 2 FA             | 3:12.047         | 6                |
| Aleksandr Diatjenko Juri Postrigaj                                 | Herrarnas K2 200 m  | 32.321 OB | 1 Q       | 32.051 OB        | 1 FA             | 33.507           | 1                |
| Ilja Medvedev Anton Ryachov Anton Vasiljev Oleg Zjestokov          | Herrarnas K4 1000 m | 3:04.781  | 4 Q       | 2:54.303         | 4 FA             | 2:57.375         | 7                |
| Natalia Lobova                                                     | Damernas K1 200 m   | 42.447    | 3 Q       | 41.413           | 1 FA             | 45.961           | 6                |
| Juliana Salachova                                                  | Damernas K1 500 m   | 1:56.621  | 4 Q       | 1:57.761         | 7                | Gick inte vidare | Gick inte vidare |
| Natalia Lobova Vera Sobetova                                       | Damernas K2 500 m   | 1:45.710  | 2 Q       | 1:44.660         | 6 FB             | 1:52.277         | 15               |
| Julia Katjalova Natalia Podolskaja Juliana Salachova Vera Sobetova | Damernas K4 500 m   | 1:33.680  | 4 Q       | 1:31.824         | 3 FA             | 1:33.459         | 7                |

## Konstsim
| Idrottare | Gren                | Teknisk rutin | Teknisk rutin | Fri rutin (inledande) | Fri rutin (inledande)  | Fri rutin (inledande) | Fri rutin (final) | Fri rutin (final)      | Fri rutin (final) |
| Idrottare | Gren                | Poäng         | Placering     | Poäng                 | Totalt (teknisk + fri) | Placering             | Placering         | Totalt (teknisk + fri) | Placering         |
| --- | ------------------- | ------------- | ------------- | --------------------- | ---------------------- | --------------------- | ----------------- | ---------------------- | ----------------- |
| Natalia Isjtjenko Svetlana Romasjina | Damernas duett      | 98.200        | 1             | 98.600                | 196.800                | 1 Q                   | 98.900            | 197.100                | 1                 |
| Anastasia Davydova Marija Gromova Natalia Isjtjenko Elvira Chasjanova Daria Korobova Aleksandra Patskevitj Svetlana Romasjina Alla Sjisjkina Anzjelika Timanina | Damernas lagtävling | 98.100        | 1             | i.u.                  | i.u.                   | i.u.                  | 98.930            | 197.030                | 1                 |

## Modern Femkamp
Ryssland kvalificerade två herrar och två damer.
- Herrar - Andrej Moisejev och Sergej Karjakin
- Damer - Jekaterina Churaskina och Jevdokija Gretjitjnikova

| Idrottare                | Gren   | Fäktning (värja) | Fäktning (värja) | Fäktning (värja) | Simning (200 m frisim) | Simning (200 m frisim) | Simning (200 m frisim) | Ridsport (hästhoppning) | Ridsport (hästhoppning) | Ridsport (hästhoppning) | Kombinerat: skytte/löpning (10 m luftpistol)/(3000 m) | Kombinerat: skytte/löpning (10 m luftpistol)/(3000 m) | Kombinerat: skytte/löpning (10 m luftpistol)/(3000 m) | Totalpoäng | Slutpoäng |
| Idrottare                | Gren   | Resultat         | Placering        | MF-poäng         | Tid                    | Placering              | MF-poäng               | Straff                  | Placering               | MF-poäng                | Tid                                                   | Placering                                             | MF-poäng                                              | Totalpoäng | Slutpoäng |
| ------------------------ | ------ | ---------------- | ---------------- | ---------------- | ---------------------- | ---------------------- | ---------------------- | ----------------------- | ----------------------- | ----------------------- | ----------------------------------------------------- | ----------------------------------------------------- | ----------------------------------------------------- | ---------- | --------- |
| Aleksander Lesun         | Herrar | 25–10            | 2                | 1000             | 2:04,29                | 14                     | 1312                   | 88                      | 23                      | 1112                    | 11:05,83                                              | 25                                                    | 2340                                                  | 5764       | 4         |
| Andrej Moisejev          | Herrar | 22–13            | 5                | 928              | 2:02,71                | =10                    | 1328                   | 60                      | 13                      | 1140                    | 11:05,28                                              | 24                                                    | 2340                                                  | 5736       | 7         |
| Jevdokija Gretjitjnikova | Damer  | 22–13            | 4                | 928              | 2:26,75                | 31                     | 1040                   | 1240                    | 36                      | 0                       | 12:59,87                                              | 30                                                    | 1884                                                  | 3852       | 35        |
| Jekaterina Churaskina    | Damer  | 18–17            | 16               | 832              | 2:29,07                | 34                     | 1012                   | 40                      | 7                       | 1160                    | 11:59,04                                              | 9                                                     | 2124                                                  | 5128       | 17        |

## Ridsport

### Fälttävlan
| Tävlande         | Häst          | Gren        | Dressyr | Dressyr   | Terrängbana | Terrängbana | Hoppning | Hoppning  | Hoppning        | Hoppning        | Totalt | Totalt    |
| Tävlande         | Häst          | Gren        | Dressyr | Dressyr   | Terrängbana | Terrängbana | Kval     | Kval      | Final           | Final           | Totalt | Totalt    |
| Tävlande         | Häst          | Gren        | Straff  | Placering | Straff      | Placering   | Straff   | Placering | Straff          | Placering       | Straff | Placering |
| ---------------- | ------------- | ----------- | ------- | --------- | ----------- | ----------- | -------- | --------- | --------------- | --------------- | ------ | --------- |
| Mikhail Nastenko | Coolroy Piter | Individuell | 59,8    | 62        | 52          | 53          | 2        | 47        | ej kvalificerad | ej kvalificerad | 113,8  | 47        |
| Andrei Korshunov | Fabiy         | Individuell | 80,2    | 74        | 32,8        | 54          | 52       | 53        | ej kvalificerad | ej kvalificerad | 165    | 53        |

### Hoppning
| Tävlande         | Häst    | Kvalifikation | Kvalifikation | Kvalifikation   | Kvalifikation   | Kvalifikation   | Kvalifikation   | Kvalifikation   | Kvalifikation   | Final           | Final           | Final           | Final           | Final           | Total     |
| Tävlande         | Häst    | Runda 1       | Runda 1       | Runda 2         | Runda 2         | Runda 2         | Runda 3         | Runda 3         | Runda 3         | Runda A         | Runda A         | Runda B         | Runda B         | Runda B         | Total     |
| Tävlande         | Häst    | Straff        | Placering     | Straff          | Total           | Placering       | Straff          | Total           | Placering       | Straff          | Placering       | Straff          | Totalt          | Placering       | Placering |
| ---------------- | ------- | ------------- | ------------- | --------------- | --------------- | --------------- | --------------- | --------------- | --------------- | --------------- | --------------- | --------------- | --------------- | --------------- | --------- |
| Vladimir Tuganov | Lancero | 10            | 65            | Ej kvalificerad | Ej kvalificerad | Ej kvalificerad | Ej kvalificerad | Ej kvalificerad | Ej kvalificerad | Ej kvalificerad | Ej kvalificerad | Ej kvalificerad | Ej kvalificerad | Ej kvalificerad | 65        |

## Rodd
Herrar
| Idrottare                                                             | Gren        | Heat    | Heat      | Återkval | Återkval  | Semifinal | Semifinal | Final   | Final     | Final |
| Idrottare                                                             | Gren        | Tid     | Placering | Tid      | Placering | Tid       | Placering | Tid     | Placering |       |
| --------------------------------------------------------------------- | ----------- | ------- | --------- | -------- | --------- | --------- | --------- | ------- | --------- | ----- |
| Sergei Fedorovtsev Nikita Morgatjev Vladislav Ryabtsev Aleksei Svirin | Scullerfyra | 5:42,26 | 1 SA/B    | Bye      | Bye       | 6:13,61   | 5 FB      | 5:59,17 | 8         |       |

Damer
| Idrottare     | Gren          | Heat    | Heat      | Återkval | Återkval  | Kvartsfinal | Kvartsfinal | Semifinal | Semifinal | Final   | Final     | Final |
| Idrottare     | Gren          | Tid     | Placering | Tid      | Placering | Tid         | Placering   | Tid       | Placering | Tid     | Placering |       |
| ------------- | ------------- | ------- | --------- | -------- | --------- | ----------- | ----------- | --------- | --------- | ------- | --------- | ----- |
| Julija Levina | Singelsculler | 7:32,06 | 2 QF      | Bye      | Bye       | 7:41,28     | 2 SA/B      | 7:48,95   | 4 FB      | 7:49,22 | 9         |       |

## Segling
Herrar
| Seglare                                | Gren      | Lopp | Lopp | Lopp | Lopp | Lopp | Lopp | Lopp | Lopp | Lopp   | Lopp | Lopp | Summerad poäng | Finalplacering |
| Seglare                                | Gren      | 1    | 2    | 3    | 4    | 5    | 6    | 7    | 8    | 9      | 10   | M*   | Summerad poäng | Finalplacering |
| -------------------------------------- | --------- | ---- | ---- | ---- | ---- | ---- | ---- | ---- | ---- | ------ | ---- | ---- | -------------- | -------------- |
| Dmitry Polisjtjuk                      | RS:X      | 17   | 5    | 19   | 24   | 27   | 6    | 15   | 26   | 39 DNF | 28   | EL   | 167            | 20             |
| Igor Lisovenko                         | Laser     | 28   | 40   | 36   | 22   | 24   | 19   | 25   | 16   | 28     | 33   | EL   | 231            | 27             |
| Eduard Skornyakov                      | Finnjolle | 13   | 8    | 22   | 15   | 19   | 21   | 16   | 16   | 22     | 22   | EL   | 153            | 17             |
| Maksim Sjeremetjev Michail Sjeremetjev | 470       | 21   | 18   | 14   | 13   | 5    | 20   | 4    | 25   | 18     | 17   | EL   | 130            | 17             |

M = Medaljlopp; EL = Eliminerad – gick inte vidare till medaljloppet;
Damer
| Seglare          | Gren         | Lopp | Lopp | Lopp   | Lopp | Lopp | Lopp | Lopp | Lopp | Lopp | Lopp | Lopp | Summerad poäng | Finalplacering |
| Seglare          | Gren         | 1    | 2    | 3      | 4    | 5    | 6    | 7    | 8    | 9    | 10   | M*   | Summerad poäng | Finalplacering |
| ---------------- | ------------ | ---- | ---- | ------ | ---- | ---- | ---- | ---- | ---- | ---- | ---- | ---- | -------------- | -------------- |
| Tatiana Bazyuk   | RS:X         | 27   | 25   | 27 DNF | 16   | 24   | 23   | 24   | 22   | 23   | 24   | EL   | 208            | 25             |
| Svetlana Sjnitko | Laser radial | 37   | 31   | 35     | 35   | 37   | 18   | 31   | 30   | 25   | 38   | EL   | 279            | 34             |

M = Medaljlopp; EL = Eliminerad – gick inte vidare till medaljloppet;
Match racing
| Seglare                                       | Gren         | Inledande omgång | Inledande omgång | Inledande omgång | Inledande omgång | Inledande omgång | Inledande omgång | Inledande omgång | Inledande omgång | Inledande omgång | Inledande omgång | Inledande omgång | Placering | Utslagning             | Utslagning      | Utslagning      | Placering |
| Seglare                                       | Gren         | Sverige          | Nederländerna    | Danmark          | Spanien          | Portugal         | Australien       | USA              | Storbritannien   | Finland          | Frankrike        | Nya Zeeland      | Placering | Kvartsfinal            | Semifinal       | Final           | Placering |
| --------------------------------------------- | ------------ | ---------------- | ---------------- | ---------------- | ---------------- | ---------------- | ---------------- | ---------------- | ---------------- | ---------------- | ---------------- | ---------------- | --------- | ---------------------- | --------------- | --------------- | --------- |
| Jelena Oblova Ekaterina Skudina Elena Siuzeva | Match racing | W                | W                | W                | W                | W                | L                | W                | W                | W                | L                | W                | 2 Q       | Storbritannien W (3–2) | Spanien L (1–2) | Finland L (1–3) | 4         |

## Simhopp
Herrar
| Idrottare                       | Gren             | Kval   | Kval      | Semifinal | Semifinal | Final            | Final            |
| Idrottare                       | Gren             | Poäng  | Placering | Poäng     | Placering | Poäng            | Placering        |
| ------------------------------- | ---------------- | ------ | --------- | --------- | --------- | ---------------- | ---------------- |
| Jevgenj Kuznetsov               | 3 m              | 440,95 | 16 Q      | 437,70    | 14        | Gick inte vidare | Gick inte vidare |
| Ilja Zacharov                   | 3 m              | 507,65 | 1 Q       | 505,60    | 2 Q       | 555,90           | 1                |
| Gleb Galperin                   | 10 m             | 445,60 | 16 Q      | 453,80    | 16        | Gick inte vidare | Gick inte vidare |
| Victor Minibaev                 | 10 m             | 449,05 | 14 Q      | 514,15    | 6 Q       | 527,80           | 4                |
| Jevgenj Kuznetsov Ilja Zacharov | 3 m parhoppning  | i.u.   | i.u.      | i.u.      | i.u.      | 459,63           | 2                |
| Victor Minibaev Ilja Zacharov   | 10 m parhoppning | i.u.   | i.u.      | i.u.      | i.u.      | 449,88           | 6                |

Damer
| Idrottare             | Gren | Kval   | Kval      | Semifinal        | Semifinal        | Final            | Final            |
| Idrottare             | Gren | Poäng  | Placering | Poäng            | Placering        | Poäng            | Placering        |
| --------------------- | ---- | ------ | --------- | ---------------- | ---------------- | ---------------- | ---------------- |
| Nadezjda Bazjina      | 3 m  | 325,00 | 6 Q       | 310,70           | 17               | Gick inte vidare | Gick inte vidare |
| Anastasia Pozdniakova | 3 m  | 286,50 | 19        | Gick inte vidare | Gick inte vidare | Gick inte vidare | Gick inte vidare |
| Julia Koltunova       | 10 m | 334,80 | 7 Q       | 351,90           | 6 Q              | 357.90           | 5                |

## Simning
Inom simningen finns bestämda kvaltider i individuella grenar på bana, en Olympic Qualifying Time (OQT) vilken garanterar plats i grenen - dock som mest två simmare per nation per distans - och en Olympic Selection Time (OST) vilken inte garanterar deltagande. I lagkapper är de tolv bästa nationerna i varje gren vid världsmästerskapen 2011 kvalificerade. Ytterligare fyra platser per gren fördelas i juni 2012 baserat på uppnådda tider under kvalperioden.
Nedan listas enbart de som uppnått OQT samt de lag som kvalificerat sig.
Två (eller fler) simmare har uppnått OQT
- 100 meter frisim, herrar
- 200 meter frisim, herrar
- 100 meter ryggsim, herrar
- 200 meter bröstsim, herrar
- 200 meter medley, herrar
- 200 meter bröstsim, damer

En simmare har uppnått OQT
- 50 meter frisim, herrar
- 200 meter ryggsim, herrar
- 100 meter bröstsim, herrar
- 100 meter fjärilsim, herrar
- 200 meter fjärilsim, herrar
- 50 meter frisim, damer
- 100 meter frisim, damer
- 200 meter frisim, damer
- 100 meter ryggsim, damer
- 200 meter ryggsim, damer
- 100 meter bröstsim, damer
- 200 meter medley, damer

Lagkapp
Ryssland har kvalificerat sig till alla sex lagkapperna
- 4x100 meter Frisim, herrar
- 4x200 meter Frisim, herrar
- 4x100 meter Medley, herrar
- 4x100 meter Frisim, damer
- 4x200 meter Frisim, damer
- 4x100 meter Medley, damer

## Skytte
Ryssland har säkrat 23 kvotplatser i skyttegrenarna
- 50 meter gevär tre positioner, herrar - 2 kvotplatser
- 50 meter gevär liggande, herrar - 1 kvotplats
- 10 meter luftgevär, herrar - 2 kvotplatser
- 50 meter pistol, herrar - 2 kvotplatser
- 25 meter snabbskytte pistol, herrar - 2 kvotplatser
- 10 meter luftpistol, herrar - 2 kvotplatser
- Trap, herrar - 2 kvotplatser
- Dubbel trap, herrar - 2 kvotplatser
- Skeet, herrar - 1 kvotplats
- 50 meter gevär tre positioner, damer - 2 kvotplatser
- 25 meter pistol, damer - 2 kvotplatser
- 10 meter luftpistol, damer - 1 kvotplats
- Trap, damer - 1 kvotplats
- Skeet, damer - 1 kvotplats

## Taekwondo
Ryssland har säkrat fyra kvotplatser i taekwondogrenarna
- 58 kg, herrar - 1 kvotplats
- +80 kg, herrar - 1 kvotplats
- 49 kg, damer - 1 kvotplats
- +67 kg, damer - 1 kvotplats

| Idrottare              | Gren             | Åttondelsfinaler             | Kvartsfinaler            | Semifinaer           | Återkval             | Bronsmatch           | Final                | Final            |
| Idrottare              | Gren             | Motståndare Resultat         | Motståndare Resultat     | Motståndare Resultat | Motståndare Resultat | Motståndare Resultat | Motståndare Resultat | Placering        |
| ---------------------- | ---------------- | ---------------------------- | ------------------------ | -------------------- | -------------------- | -------------------- | -------------------- | ---------------- |
| Aleksej Denisenko      | Herrarnas −58 kg | Oviedo (CRC) W 5–2           | Wei C-Y (TPE) W 10–7 SDP | Lee D-H (KOR) L 6–7  | Bye                  | Khalil (AUS) W 3–1   | Gick inte vidare     | 3                |
| Gadzji Umarov          | Herrarnas +80 kg | Coulombe-Fortier (CAN) L 3–7 | Gick inte vidare         | Gick inte vidare     | Gick inte vidare     | Gick inte vidare     | Gick inte vidare     | Gick inte vidare |
| Kristina Kim           | Damernas −49 kg  | Sonkham (THA) L 1–13 PTG     | Gick inte vidare         | Gick inte vidare     | Gick inte vidare     | Gick inte vidare     | Gick inte vidare     | Gick inte vidare |
| Anastasia Baryshnikova | Damernas +67 kg  | Ben Hamza (TUN) W 12–6       | Rajher (SLO) W 11–9      | Mandić (SRB) L 3–11  | Bye                  | Lee I-J (KOR) W 7–6  | Gick inte vidare     | 3                |

## Tennis
Herrar
| Spelare                           | Gren       | Omgång 1                         | Omgång 2                          | Åttondelsfinaler                               | Kvartsfinaler     | Semifinaler       | Final / BM        | Final / BM       |
| Spelare                           | Gren       | Motståndare Poäng                | Motståndare Poäng                 | Motståndare Poäng                              | Motståndare Poäng | Motståndare Poäng | Motståndare Poäng | Placering        |
| --------------------------------- | ---------- | -------------------------------- | --------------------------------- | ---------------------------------------------- | ----------------- | ----------------- | ----------------- | ---------------- |
| Alex Bogomolov, Jr.               | Herrsingel | Berlocq (ARG) W 7–5, 7–6(7–5)    | Almagro (ESP) L 2–6, 2–6          | Gick inte vidare                               | Gick inte vidare  | Gick inte vidare  | Gick inte vidare  | Gick inte vidare |
| Nikolaj Davydenko                 | Herrsingel | Štěpánek (CZE) W 6–4, 6–3        | Nishikori (JPN) L 6–4, 4–6, 1–6   | Gick inte vidare                               | Gick inte vidare  | Gick inte vidare  | Gick inte vidare  | Gick inte vidare |
| Dmitry Tursunov                   | Herrsingel | López (ESP) L 7–6(7–5), 2–6, 7–9 | Gick inte vidare                  | Gick inte vidare                               | Gick inte vidare  | Gick inte vidare  | Gick inte vidare  | Gick inte vidare |
| Michail Jouzjnj                   | Herrsingel | Benneteau (FRA) L 5–7, 3–6       | Gick inte vidare                  | Gick inte vidare                               | Gick inte vidare  | Gick inte vidare  | Gick inte vidare  | Gick inte vidare |
| Michail Jouzjnj Nikolaj Davydenko | Herrdubbel | i.u.                             | Kas / Petzschner (GER) W 7–5, 7–5 | B. Bryan / M. Bryan (USA) L 6–7(6–8), 6–7(1–7) | Gick inte vidare  | Gick inte vidare  | Gick inte vidare  | Gick inte vidare |

Damer
| Spelare                          | Gren      | Omgång 1                        | Omgång 2                                           | Åttondelsfinaler                       | Kvartsfinaler                             | Semifinaler                                | Final / BM                            | Final / BM       |
| Spelare                          | Gren      | Motståndare Poäng               | Motståndare Poäng                                  | Motståndare Poäng                      | Motståndare Poäng                         | Motståndare Poäng                          | Motståndare Poäng                     | Placering        |
| -------------------------------- | --------- | ------------------------------- | -------------------------------------------------- | -------------------------------------- | ----------------------------------------- | ------------------------------------------ | ------------------------------------- | ---------------- |
| Maria Kirilenko                  | Damsingel | Duque (COL) W 6–0, 1–1r         | Watson (GBR) W 6–3, 6–2                            | Görges (GER) W 7–6(7–5), 6–3           | Kvitová (CZE) W 7–6(7–3), 6–3             | Sjarapova (RUS) L 2–6, 3–6                 | Azarenka (BLR) L 3–6, 4–6             | 4                |
| Nadia Petrova                    | Damsingel | Zheng J (CHN) W 6–4, 7–6(9–7)   | Tatisjvili (GEO) W 6–3, 6–7(5–7), 6–2              | Azarenka (BLR) L 6–7(6–8), 4–6         | Gick inte vidare                          | Gick inte vidare                           | Gick inte vidare                      | Gick inte vidare |
| Maria Sjarapova                  | Damsingel | Pe'er (ISR) W 6–2, 6–0          | Robson (GBR) W 7–6(7–5), 6–3                       | Lisicki (GER) W 6–7(8–10), 6–4, 6–3    | Clijsters (BEL) W 6–2, 7–5                | Kirilenko (RUS) W 6–2, 6–3                 | S. Williams (USA) L 0–6, 1–6          | 2                |
| Vera Zvonareva                   | Damsingel | Arvidsson (SWE) W 7–6(7–3), 6–4 | Schiavone (ITA) W 6–3, 6–3                         | S. Williams (USA) L 1–6, 0–6           | Gick inte vidare                          | Gick inte vidare                           | Gick inte vidare                      | Gick inte vidare |
| Maria Kirilenko Nadia Petrova    | Damdubbel | i.u.                            | Jans-Ignacik / Rosolska (POL) W 6–7(5–7), 6–3, 6–2 | Sjvedova / Voskoboeva (KAZ) W 6–3, 6–2 | Peng S / Zheng (CHN) W 7–5, 6–7(4–7), 6–4 | S. Williams / V. Williams (USA) L 5–7, 4–6 | Huber / Raymond (USA) W 4–6, 6–4, 6–1 | 3                |
| Elena Vesnina Ekaterina Makarova | Damdubbel | i.u.                            | Gajdošová / Rodionova (AUS) W 6–1, 6–4             | Görges / Grönefeld (GER) W 6–2, 6–1    | Huber / Raymond (USA) L 3–6, 3–6          | Gick inte vidare                           | Gick inte vidare                      | Gick inte vidare |

Mixed
| Elena Vesnina Michail Jouzjnj | Mixeddubbel | Dulko / del Potro (ARG) L 3–6, 5–7 | Gick inte vidare | Gick inte vidare | Gick inte vidare | Gick inte vidare |

## Triathlon
| Triathlet             | Gren                | Simning (1,5 km) | Trans 1 | Cykling (40 km) | Trans 2 | Löpning (10 km) | Total tid | Placering |
| --------------------- | ------------------- | ---------------- | ------- | --------------- | ------- | --------------- | --------- | --------- |
| Alexander Bryuchankov | Herrarnas triathlon | 17:22            | 0:40    | 58:51           | 0:32    | 30:10           | 1:47:35   | 7         |
| Dmitrij Polyanski     | Herrarnas triathlon | 17:14            | 0:38    | 1:00:35         | 0:29    | 30:28           | 1:49:24   | 21        |
| Ivan Vasiliev         | Herrarnas triathlon | 17:03            | 0:46    | 59:04           | 0:28    | 31:22           | 1:47:35   | 13        |
| Irina Abjsova         | Damernas triathlon  | 19:20            | 0:46    | 1:05:34         | 0:31    | 35:41           | 2:01:52   | 13        |
| Alexandra Razarenova  | Damernas triathlon  | 19:47            | 0:51    | 1:10:36         | 0:30    | 37:27           | 2:09:11   | 47        |

## Tyngdlyftning
Ryssland har kvalificerat sex herrar och fyra damer
- Herrar - 6 kvotplatser
- Damer - 4 kvotplatser

## Volleyboll
- Volleyboll, herrar - 1 lag med 12 spelare